# ジョジョの奇妙な冒険 (テレビアニメ)
『ジョジョの奇妙な冒険』（ジョジョのきみょうなぼうけん、JOJO'S BIZARRE ADVENTURE）は、david production制作による日本のテレビアニメ作品。荒木飛呂彦による同名の漫画を原作としている。

## 概要
原作のPart1『ファントムブラッド』とPart2『戦闘潮流』を描いた1st Seasonは、「荒木飛呂彦原画展 ジョジョ展」の記者発表会が2012年7月5日に行われた際に製作が発表され、2012年10月5日から2013年4月5日まで、TOKYO MX、MBS、CBC、東北放送、RKB毎日放送、BS11にて放送された。全26話（第1部9話+第2部17話）。当初は全24話予定だったが、それでは収まらないということで全26話になった。過去にOVAや劇場版アニメとしてアニメ化はされているが、テレビアニメ化は今回が初である。
2014年1月1日・2日・3日の19時 - 21時には、TOKYO MXでBD/DVD用マスターをベースにした1st Season 総集編が3夜連続放送された。これは、アニマックスでも同年2月16日から3月2日まで毎週日曜 21時 - 23時に放送された。
原作のPart3『スターダストクルセイダース』を描いた2nd Season『ジョジョの奇妙な冒険 スターダストクルセイダース』は、2013年10月18日にテレビアニメ版公式サイトなど各メディアにおいて製作が発表され、分割4クールで、前半2クールが2014年4月から9月まで、後半2クール「エジプト編」が2015年1月から6月まで放送された。
原作のPart4『ダイヤモンドは砕けない』を描いた3rd Season『ジョジョの奇妙な冒険 ダイヤモンドは砕けない』は、2015年10月24日に2nd Seasonのスペシャルイベント『THE LAST CRUSADERS』にて製作が発表され、2016年4月から12月まで3クールに渡って放送された。独立局放送の深夜アニメにおいて連続3クール以上放送されたのは、30分アニメとしては本作が初である。また、エジプト編まで放送していたCBCテレビとRKB毎日放送が外された。
原作のPart5『黄金の風』を描いた4th Season『ジョジョの奇妙な冒険 黄金の風』は、2018年6月に製作が発表され、同年10月から2019年7月まで放送された。また、作者の出身地で3rd Seasonまで放送していた東北放送が外された。
原作のPart6『ストーンオーシャン』を描いた5th Season『ジョジョの奇妙な冒険 ストーンオーシャン』は、2021年4月に製作が発表され、第1クールが同年12月1日からNetflixにて先行配信されたのち、2022年1月から3月までテレビ放送され、第2クールが同年9月1日からNetflixにて先行配信されたのち、同年10月から12月までテレビ放送され、最終章である第3クールが同年12月1日からNetflixにて先行配信されたのち、2023年1月から4月までテレビ放送された。
2025年4月12日開催「JOJODAY STAGE」にてPart7『スティール・ボール・ラン』のアニメ『スティール・ボール・ラン ジョジョの奇妙な冒険』の制作が発表、ジョニィ・ジョースターとジャイロ・ツェペリのキャラクタービジュアルと特報映像が公開された。制作会社・スタッフ・キャストなどは未発表である。さらに、渋谷SACSにてアニメ化決定記念企画「ジョジョキャラバン」が2025年4月13日から4月24日まで開催され、全国巡回も予定されている。
このほかに、原作のスピンオフ短編集『岸辺露伴は動かない』に収録されている「エピソード5:富豪村」が、3rd SeasonのBlu-rayまたはDVDの全巻購入者への特典DVDとしてOVA化された。
|                          | 1st                                       | 2nd                                    | 3rd                                    | 4th                                                                                | 5th                           | 6th      |
| ------------------------ | ----------------------------------------- | -------------------------------------- | -------------------------------------- | ---------------------------------------------------------------------------------- | ----------------------------- | -------- |
| ビジュアルディレクター   | ソエジマヤスフミ                          | N/A                                    | N/A                                    | N/A                                                                                | N/A                           |          |
| チーフ演出               | N/A                                       | 加藤敏幸                               | 高村雄太                               | N/A                                                                                | N/A                           |          |
| サブキャラクターデザイン | 町田真一                                  | 町田真一                               | 石本峻一（- 4th Season Episodio 21）   | 石本峻一（- 4th Season Episodio 21）                                               | 土屋圭                        |          |
| サブキャラクターデザイン | N/A                                       | N/A                                    | N/A                                    | 松尾優（Episodio 22 -）                                                            | N/A                           |          |
| スタンドデザイン         | N/A                                       | 光田史亮、町田真一                     | 三室健太                               | 片山貴仁                                                                           | 石本峻一                      |          |
| アクション作画監督       | N/A                                       | 光田史亮、片山貴仁                     | 三室健太                               | 片山貴仁、岩崎安利 鈴木勘太（Episodio 22 -）                                       | N/A                           |          |
| プロップデザイン         | 町田真一                                  | 宝谷幸稔                               | 宝谷幸稔                               | 宝谷幸稔                                                                           | 宝谷幸稔                      |          |
| プロップデザイン         | 町田真一                                  | 杉山了蔵                               | 棚沢隆                                 | N/A                                                                                | 新妻大輔                      |          |
| 美術監督                 | 吉原俊一郎（- 4th Season Episodio 19）    | 吉原俊一郎（- 4th Season Episodio 19） | 吉原俊一郎（- 4th Season Episodio 19） | 吉原俊一郎（- 4th Season Episodio 19）                                             | 渡辺佳人                      |          |
| 美術監督                 | N/A                                       | N/A                                    | 加藤恵                                 | 桐本裕美子（Episodio 02 - 19） Rufus（Episodio 20 - 23） 渡辺佳人（Episodio 24 -） | 渡辺佳人                      |          |
| 美術設定                 | 青木薫                                    | 青木薫                                 | 青木薫                                 | 青木薫                                                                             | 渡邊由里子                    |          |
| 美術設定                 | ソエジマヤスフミ                          | ソエジマヤスフミ                       | 長澤順子                               | 長澤順子                                                                           | 長澤順子                      |          |
| 美術設定                 | N/A                                       | N/A                                    | N/A                                    | 滝れーき                                                                           | 滝れーき                      |          |
| 色彩設計                 | 村田英里子                                | 佐藤裕子                               | 佐藤裕子                               | 佐藤裕子                                                                           | 佐藤裕子                      |          |
| 撮影監督                 | 山田和弘                                  | 山田和弘                               | 山田和弘                               | 山田和弘                                                                           | 山田和弘                      |          |
| CGディレクター           | N/A                                       | 檜垣賢一                               | N/A                                    | 高野慎也                                                                           | 宍戸光太郎                    |          |
| 編集                     | 廣瀬清志                                  | 廣瀬清志                               | 廣瀬清志                               | 廣瀬清志                                                                           | 廣瀬清志                      |          |
| 音響監督                 | 岩浪美和                                  | 岩浪美和                               | 岩浪美和                               | 岩浪美和                                                                           | 岩浪美和                      | 岩浪美和 |
| 音楽制作                 | IMAGINE（Part1） Office Without （Part2） | ONE MUSIC                              | ONE MUSIC                              | ONE MUSIC                                                                          | ONE MUSIC                     |          |
| プロデューサー           | 大森啓幸、林俊安                          | 大森啓幸、林俊安                       | 大森啓幸、林俊安                       | 大森啓幸、林俊安                                                                   | 大森啓幸、林俊安              |          |
| プロデューサー           | 森亮介                                    | 森亮介                                 | 森亮介                                 | 末吉孝充                                                                           | 末吉孝充                      |          |
| プロデューサー           | 福田順                                    | 福田順                                 | 福田順                                 | 宮城惣次                                                                           | 土肥範子 小澤文啓             |          |
| プロデューサー           | 梶田浩司 （アニメーション）               | 梶田浩司 （アニメーション）            | 梶田浩司 （アニメーション）            | N/A                                                                                | 本庄谷怜央 （アニメーション） |          |
| プロデューサー           | 笠間寿高（ライン・アニメーション）        | 笠間寿高（ライン・アニメーション）     | 笠間寿高（ライン・アニメーション）     | 笠間寿高（ライン・アニメーション）                                                 | 下田迅人（ライン）            |          |

## 10周年記念プロジェクト
2022年、テレビアニメシリーズ『ジョジョの奇妙な冒険 The Animation』が10周年を迎えた。記念として様々なイベントが企画され、4月4日には先駆けてキービジュアルが公開された。
5月10日から8月9日にかけて、同じく開業から10周年を迎える東京スカイツリーとのコラボレーション企画「JOJOTREE ジョジョの奇妙な冒険 in TOKYO SKYTREE(R)」が実施された。天望回廊を中心として、イベント限定の描き下ろしのキャラクターと撮影ができるフォトスポット、コラボグッズやカフェメニューの販売、「SKYTREE ROUND THEATER(R)」でのシリーズ特別映像の上映、キャラクターと合成写真が撮影可能なフォトサービスなど様々な企画が実施された。
8月10日から9月4日にかけて、展示企画「ジョジョの奇妙な冒険 アニメ10周年記念展」が開催された。企画は東京、北海道、新潟、愛知、大阪、福岡を巡回し、記念展用に描き下ろされたイラストやアニメ制作の裏側にまつわる展示、特別映像の上映などが展開された。8月9日に東京で開催されたプレミアム内覧会では、アニメでジョナサン・ジョースターを演じた興津和幸と空条徐倫を演じたファイルーズあいが登壇した。
8月18日、アニメ音楽誌『リスアニ!』の別冊・音楽大全シリーズからテレビアニメ10年間を振り返る「リスアニ!『ジョジョの奇妙な冒険 The Animation』音楽大全」が発売された。歴代主題歌を担当した歌手と作家陣へのインタビュー、スタッフ・キャストによる制作秘話などが収録された。
2023年1月21日から2月26日にかけて、宮城県仙台市でもアニメ10周年記念展が開催された。

## 製作
メインスタッフはディレクターの津田尚克など、『ジョジョ』のファンで固められている。シーズンごとに一部のメインスタッフの変更はあるが、ディレクターの津田や、シリーズ構成の小林靖子、音響監督の岩浪美和らは現在に至るまで一貫してシリーズに関わり続けている。ナレーションは大川透が務める。
キャスティング面では、複数の部に跨って登場するキャラクターに関しては、基本的に最初に担当した声優が引き続き担当している。Part2終盤に登場するジョセフの老年期も、放送当時はPart3のテレビアニメ化が決定していなかったため、若き日を演じた杉田智和がそのまま担当し、またPart3のテレビアニメ（=2nd Season）放映前に発売された下記の『オールスターバトル』においても同様でPart3版とサブキャラクターとして登場するPart4版といった各世代のジョセフを一貫して担当していた。
『ジョジョ』の各部はテレビアニメ放映前に何度かゲーム化やアニメ化されているが、それらの声優の続投ではなく、メインキャストの選考にオーディションを行うなど、声優陣は一新が図られている。1st Season(Part1,2)放映後の2013年に発売された『オールスターバトル』ではPart1〜Part8の多くのキャラクターに声優が設定されたが、そこから2nd Season(Part3)で続けて起用されたのは、空条承太郎役の小野大輔、テレンス・T・ダービー役の諏訪部順一の2名。新たにジョセフ・ジョースター役に起用された石塚運昇の他、山口勝平、速水奨、桐本拓哉といった『オールスターバトル』の出演声優が別の役で出演し、速水は1999年稼働（発売）の『未来への遺産』以来となるヴァニラ・アイス役を演じた。『オールスターバトル』発売前に既に放映されていた1st Seasonのキャラクターや、2nd Season放映後に発売された『アイズオブヘブン』でのPart3のキャラクターはテレビアニメ準拠になっており、以後も各部のテレビアニメ放映後であれば各種ゲームに登場する際はテレビアニメの声優に準拠している。なお、テレビアニメ放映後以降に担当声優が逝去した場合、新たな代役などは立てず予め生前に収録されているライブラリ音声で対応する。
3rd Season(Part4)で『オールスターバトル』『アイズオブヘブン』から引き続き起用されたのは、過去のテレビシリーズからの続投を除くと虹村億泰役の高木渉、音石明役の森久保祥太郎、矢安宮重清役の山口勝平の3人。また、2nd Season同様に梶裕貴・豊口めぐみ・森川智之・千葉繁・加瀬康之といった『オールスターバトル』に出演した声優が別役で出演している。
4th Season(Part5)では過去のテレビシリーズからの続投のみで、2002年発売の『黄金の旋風』を含む過去のゲーム版からの続投者はいないが、これまで同様に中村悠一・鳥海浩輔・鈴木達央・成田剣・野島健児といった声優がそれぞれ別役で出演している。
5th Season(Part6)もテレビシリーズからの続投のみで過去のゲーム版からの続投者はいないが、浪川大輔が『オールスターバトル』とは別役で出演している。
また、3rd Season以降は過去のアニメ版に出演した声優が新たに別役を担当することもあり、前述の山口勝平の他、1st Season（原作Part1）での切り裂きジャック役を演じた楠見尚己が3rd Season（原作Part4）で虹村億泰の父を演じ、同編でのブラフォード役を演じた津田健次郎が4th Season（原作Part5）でティッツァーノ役を演じている他、同じく1st Season（原作Part2）で鋼線のベック役を演じた鶴岡聡が3rd Season（原作Part4）で小林玉美役を演じている。また2nd Season（原作Part3）でテレンス・T・ダービー役を演じた諏訪部順一が4th Season（原作Part5）でレオーネ・アバッキオ役を演じていたり、2nd Season（原作Part3）でマニッシュボーイ役を演じた大谷育江が5th Season（原作Part6）で緑色の赤ちゃん役を演じていたり、2nd Season（原作Part3）でマレーナ役を演じた甲斐田裕子が5th Season（原作Part6）でミュッチャー・ミューラー役を演じている。
作中での挿入BGMなどは各部ごとで完全に区分されており、例えば1st SeasonではPart1とPart2で別々の作曲担当が起用されていた。また2nd Seasonでは1st SeasonでのBGM（例：ジョセフの優勢時BGM）は使われていない。なお3rd Season以降も2nd Seasonと音楽担当が同じであり、作風は各々区分されているものの、部を跨っての使用がされている。

### 歴代主人公キャラクター声優の変遷
| シリーズ名 | 原作                             | 主人公                   | 担当声優         |
| ---------- | -------------------------------- | ------------------------ | ---------------- |
| 1st Season | Part1 ファントムブラッド         | ジョナサン・ジョースター | 興津和幸         |
| 1st Season | Part2 戦闘潮流                   | ジョセフ・ジョースター   | 杉田智和         |
| 2nd Season | Part3 スターダストクルセイダース | 空条承太郎               | 小野大輔         |
| 3rd Season | Part4 ダイヤモンドは砕けない     | 東方仗助                 | 小野友樹         |
| 4th Season | Parte5 黄金の風                  | ジョルノ・ジョバァーナ   | 小野賢章         |
| 5th Season | Part6 ストーンオーシャン         | 空条徐倫                 | ファイルーズあい |

## 作風
原作漫画を可能な限りほぼ忠実に再現しており、ディオの左耳に存在するほくろやPart3から描写されていたジョースター一族の首筋に存在する星型の痣など、原作の後付け要素の辻褄を合わせた部分もある。原作のPart3以降は海外の著名人や他作品のキャラクターの名前を発言する場面も多いが、これらも原作通りの台詞となっている。3rd Seasonの第17話、第22話では江崎グリコ、ギンビスの協力の元、ポッキー、たべっ子どうぶつを作中に登場させている。
作品の特徴である擬音は、原作で描かれた文字をそのまま画面に表示して表現しつつ、同時に効果音でも演出している。また、原作でPart3の途中から各話ラストで使用されるようになった矢印「To Be Continued」が、第1話から使用されている。
前半終了時のアイキャッチは終了時の場面が静止してセピアカラー（他の色）に変化し、ロゴマークが左下（もしくは右下）に表示される。2nd Season以降は後半パート突入時にもアイキャッチが導入されており、主にスタンドの画像とスタンド名、スタンドを所有する本体名が表記される。
3rd Season以降（4thも同様）はそれまでとは異なり次回予告はWEB公開であり、テレビ放送ではタイトル名の表示のみとなっている。
4th Seasonではタイトルロゴが3rd以前まで本ページ冒頭の「ジョジョの」（一段落）「奇妙な冒険」（一段落）「-2nd以降のサブタイトル-」（1stは無し）とは打って変わり、「JOJO」（一段落）「JOJO's Bizarre Adventure Golden Wind」（一段落）「-ジョジョの奇妙な冒険 黄金の風 →」となっている。
5th Seasonでは「ストーンオーシャン」（一段落）「STONE※OCEAN」（一段落）「ジョジョの奇妙な冒険」となっている（※は蝶のマーク）。

## 評価
1st Seasonや2nd Season、5th Seasonのオープニング映像を制作した神風動画は、「3Dの空間を生かした大胆な演出と、2Dアニメーションのキャラクター表現の融合」が評価され、CEDEC AWARDS 2013 ビジュアル・アーツ部門にて優秀賞を受賞した。
2nd Season エジプト編のオープニングテーマ「ジョジョ その血の記憶〜end of THE WORLD〜」は、第20回アニメーション神戸賞にて主題歌賞を受賞した。
花京院がチェリーを食べる時に発した擬音のような台詞「レロレロレロレロ」は、2014年度アニメ流行語大賞金賞（第1位）を受賞し、ポルナレフがDIOから受けたスタンド能力を承太郎たちへ説明した時の台詞「あ…ありのまま 今 起こった事を話すぜ！」は、2015年度アニメ流行語大賞金賞（第1位）を受賞した。

## 主題歌
エンディングテーマはすべて既存の洋楽が起用されており、これらは原作者の荒木飛呂彦が執筆当時聞いていた曲、あるいはその部のイメージに一番近い曲となっている。

### 1st Season
「ジョジョ 〜その血の運命〜」
富永TOMMY弘明によるPart1（第1話 - 第9話）のオープニングテーマ。作詞は藤林聖子、作曲は田中公平、編曲は大谷幸による。「宇宙戦艦ヤマト」や「マクロス」のような70年代のアニソンをイメージして制作された。
オープニングアニメーションは神風動画が担当した。「ジョジョの血縁」、「DNA」をテーマとしており、ジョジョのテレビアニメのはじまりを世間に知らしめることを目標に制作された。ディオとジョナサンが互いを呼び合う場面を中心に構成されており、ジョースター家の屋敷の螺旋階段を舞台とした場面ではカメラワークなどに「回転の演出」が盛り込まれている。イントロ部分は、Part6からPart1へと遡っていくように原作漫画の歴代主人公を描いたコマが次々と出てくるものとなっており、原作を目指すという制作側の意図からこのような演出が取られた。
第9話では効果音が付加されている。
「BLOODY STREAM」
小田和奏がCoda名義で歌唱したPart2（第10話 - 第26話）のオープニングテーマ。作詞はこだまさおり、作曲・編曲は大森俊之による。ジョセフの飄々として人を煙に巻いて間隙を縫うような人物像をテーマに、おしゃれでアシッドジャズ的なサウンドで作曲された。
オープニングアニメーションはPart1に引き続き神風動画が担当した。Part1との世界観の違いを演出するため制作スタッフを総入れ替えして制作された。原作が連載されていた時期のアニメを彷彿とさせるシルエットの表現が多用されており、また舞台となるアメリカ、メキシコ、イタリアに合わせてカラフルでおしゃれな雰囲気に仕上げられている。映像には多くの小ネタが仕込まれており、Part3を彷彿とさせるイバラのシルエットなどが登場している。
第25話では効果音が付加され、第26話ではエンディングテーマとして使用された。
「ROUNDABOUT」
YESによるエンディングテーマ。作詞・作曲はJon Anderson・Steve Howeによる。アニメのストーリー展開に合わせ異なるパートがオンエアされ、アニメーションも変化した。また5th Season最終話のエンディングテーマにも使用された。
初めは荒木がオープニングテーマの候補として挙げていたが、本作のプロデューサーを務めた大森啓幸がエンディングテーマのほうが相応しいと判断し、採用された。本作の音響監督を務めた岩浪美和はこの曲をなんとか劇伴として使用できないかと考え、監督の津田尚克に「どこからでもEDを流せるようにED映像を作ってほしい」と強く提案した。
本作のオンエアが始まった2012年10月以降本曲は急激に売上を伸ばし、音楽配信サイトmoraの2013年1月13日付け洋楽デイリーランキングで1位を獲得し、本曲が収録されたアルバム『こわれもの（Fragile）』の売り上げは2013年1月末時点でオンエア前の同期間セールスの約20倍を記録した。

### 2nd Season
「STAND PROUD」
橋本仁による前半クール（第1話 - 第24話）のオープニングテーマ。作詞は藤林聖子、作曲は若林タカツグ、編曲はZENTAによる。承太郎の男前なイメージから、激しいビートのヘヴィメタルとなっている。
オープニング映像は引き続き神風動画が担当した。キャラクターのグラフィックモデルはジョジョの奇妙な冒険 オールスターバトルの開発元であるサイバーコネクトツーが制作した。
「ジョジョ その血の記憶〜end of THE WORLD〜」
JO☆STARS〜TOMMY,Coda,JIN〜による後半クール（第25話 - 第48話）のオープニングテーマ。作詞は藤林聖子、作曲は田中公平、編曲は田中公平・村瀬恭久による。
オープニング映像は引き続き神風動画が担当した。第47・48話ではDIOが「ザ・ワールド」の能力で9秒間時を止める演出が取り入れられた。この演出は大きな話題を呼び、以降のシーズンの終盤においてもオープニングに特殊な演出が組み込まれることが恒例となった。
「Walk Like an Egyptian」
The Banglesによる前半クール（第1話 - 第24話）のエンディングテーマ。作詞・作曲はL.Sternbergによる。今作の設定年代である1987年にヒットした楽曲である。
「Last Train Home」
Pat Metheny Groupによる後半クール（第25話 - 第48話）のエンディングテーマ。作詞・作曲はPat Methenyによる。荒木は楽曲について「風景を想像させるようなメセニーのメロディとギターワークは、 まさに旅をしている承太郎一行をイメージさせます！」とコメントをしている。
「アク役◇協奏曲」
オインゴ（保村真）、ホル・ホース（木内秀信）、ボインゴ（くまいもとこ）による第27・36・37話の特殊エンディングに使用されたエンディングテーマ。作詞は田無夢太郎、作曲・編曲は菅野祐悟による。第27話で使用されたものは「アク役◇協奏曲～オインゴとボインゴ～」、第36・37話で使用されたものは「アク役◇協奏曲～ホルホースとボインゴ～」とそれぞれ題されている。

### 3rd Season
「Crazy Noisy Bizarre Town」
THE DUによる第1クール（第1話 - 第14話）のオープニングテーマ。作詞はこだまさおり、作曲は小田和奏、編曲 - MACARONI☆による。第8話、第9話ではアレンジバージョン「Crazy Noisy Bizarre Town EDM arrange Ver.」が使用された。編曲は田中義人・鈴木Daichi秀行による。
「chase」
battaによる第2クール（第15話 - 第26話）のオープニングテーマ。作詞・作曲はホシノタツ、編曲はbattaによる。
「Great Days」
青木カレン・ハセガワダイスケによる第3クール（第27話 - 第39話）のオープニングテーマ。作詞はエンドケイプ、作曲・編曲は菅野祐悟による。
第39話ではJO☆UNITEDによるアレンジバージョン「Great Days -Units Ver.-」がエンディングにて使用された。
第36話・第37話では吉良吉影の能力「キラークイーン バイツァ・ダスト」によりオープニング映像が逆再生する「バイツァ・ダスト版OP」が制作された。
第38話では効果音が付与されている。
「I Want You」
Savage Gardenによるエンディングテーマ。作詞はDarren Stanley Hayes、作曲はDaniel Jonesによる。荒木は本曲について「リズムのパターンが第4部の時代設定である90年代を表している曲。ドラマチックに盛り上がっていく曲の作り方にプログレっぽさがあり、アニメにピッタリだと思います。」と語っており、Darren Stanley Hayesは「ジョジョのアニメに僕らの『I Want You』が使われている事をこんなに沢山の人が喜んでくれて、とってもエキサイティングだ。すごくクールな作品とコラボ出来て嬉しいよ。」と自身のツイッターアカウントにてコメントした。
エンディング映像は登場人物が点在する杜王町を巡っていくものになっており、物語の進行に合わせ描かれる登場人物が増減する演出がなされた。原作漫画の読者に連載当時を思い起こさせる映像にするというソエジマヤスフミのアイディアから、その当時流行していたミュージックビデオのニュアンスが取り込まれているおり、また荒木の画集をベースに独特な色彩が使用されている。

### 4th Season
「Fighting Gold」
小田和奏がCoda名義で歌唱した第1話から第21話までのオープニングテーマ。作詞は及川眠子、作曲・編曲は大森俊之による。若者の疾走感や恵まれない環境でも前を向く意志が表現されており、ジョルノ個人ではなくブチャラティチーム全員をテーマに制作された。
オープニングアニメーションは、楽曲に合わせて画面の転換も早く、作画の枚数も多くなっている。
「裏切り者のレクイエム」
ハセガワダイスケによる第22話から第39話までのオープニングテーマ。作詞は藤林聖子、作曲・編曲は菅野祐悟による。
オープニング映像は第34話から第37話まではディアボロの「キング・クリムゾン」の能力が描かれた「Diavolo Ver.」が、第38話・第39話ではジョルノの「ゴールド・エクスペリエンス・レクイエム」の能力が描かれた「Giorno Ver.」が使用された。
「Freek'n You」
Jodeciによる第1話から第21話までのエンディングテーマ。本曲が起用されたことは大きな話題を呼び、第2話の放送後にはiTunesのR&Bソングランキングで1位を記録し、ダウンロード数は前日比200倍、ストリーミング数は2000倍となった。
「Modern Crusaders」
Enigmaによる第22話から第39話までのエンディングテーマ。作詞・作曲はMichael Cretu・Carl Orffによる。

### 5th Season
「STONE OCEAN」
ichigo from 岸田教団&THE明星ロケッツによる第1クールから第2クールまで（第1話 - 第24話）のオープニングテーマ。作詞は藤林聖子、作曲は河田孝男、編曲は家原正樹による。
オープニング映像は2nd Season以来7年ぶりに神風動画が担当した。本作はジョースター家の物語の総決算であることから、「ファントムブラッド」のオープニング映像を務めた神風動画に里見哲朗がオファーしたという。徐倫のスタンド「ストーン・フリー」の糸を手繰りながら刑務所の中を通り、作中で出会うキャラクターや出来事に繋がるというコンセプトの映像になっている。また、徐倫がジョジョで初めての女性主人公であることからポップで可愛らしい演出が取られている。
第1クール（第1話 - 第12話）と第2クール（第13話 - 第24話）で一部演出が異なり、第1クールでは普通の糸だったものが第2クールでは曲に合わせて波打つように変更されているほか、スタッフロールが第1クールでは編集テロップであったものが第2クールでは手書き文字に変更されているなど、第12話では効果音が付加されている。
「Heaven's falling down」
sana (sajou no hana)による第3クール（第25話 - 第38話）のオープニングテーマ。作詞は藤林聖子、作曲・編曲は菅野祐悟による。
オープニング映像は引き続き神風動画が務めた。最終話となる第38話はエンリコ・プッチの「メイド・イン・ヘブン」により時が加速し、歴代の主人公が登場する特殊演出が取られた。この特殊オープニングでは「Heaven's falling down -Dawning Ver.-」と題されたアレンジバージョンが使用された。
「Distant Dreamer」
Duffyによるエンディングテーマ。作詞・作曲はButler Bernard・Aimee Anne Duffyによる。本作に起用されたことは大きな反響を呼び、日本のストリーミングサイトではタイアップ実施の前日比約3.2万パーセントアップの再生数を記録した。

## 各話リスト

### 1st Season（各話リスト）
| 話数                     | サブタイトル             | 脚本                     | 絵コンテ                 | 演出                     | 作画監督                                                             | 放送日 （TOKYO MX）      |                          |                          |                          |                          |                          |                          |                          |                          |                          |                          |                          |                          |                          |                          |                          |                          |                          |                          |
| Part1 ファントムブラッド | Part1 ファントムブラッド | Part1 ファントムブラッド | Part1 ファントムブラッド | Part1 ファントムブラッド | Part1 ファントムブラッド                                             | Part1 ファントムブラッド | Part1 ファントムブラッド | Part1 ファントムブラッド | Part1 ファントムブラッド | Part1 ファントムブラッド | Part1 ファントムブラッド | Part1 ファントムブラッド | Part1 ファントムブラッド | Part1 ファントムブラッド | Part1 ファントムブラッド | Part1 ファントムブラッド | Part1 ファントムブラッド | Part1 ファントムブラッド | Part1 ファントムブラッド | Part1 ファントムブラッド | Part1 ファントムブラッド | Part1 ファントムブラッド | Part1 ファントムブラッド | Part1 ファントムブラッド |
| ------------------------ | ------------------------ | ------------------------ | ------------------------ | ------------------------ | -------------------------------------------------------------------- | ------------------------ | ------------------------ | ------------------------ | ------------------------ | ------------------------ | ------------------------ | ------------------------ | ------------------------ | ------------------------ | ------------------------ | ------------------------ | ------------------------ | ------------------------ | ------------------------ | ------------------------ | ------------------------ | ------------------------ | ------------------------ | ------------------------ |
| 第1話                    | 侵略者ディオ             | 小林靖子                 | 津田尚克                 | 奥野耕太                 | 横山謙次、かどともあき 高乗陽子、石川晋吾                            | 2012年 10月6日           |                          |                          |                          |                          |                          |                          |                          |                          |                          |                          |                          |                          |                          |                          |                          |                          |                          |                          |
| 第2話                    | 過去からの手紙           | 小林靖子                 | 加藤敏幸                 | 加藤敏幸                 | 小谷杏子、秋田学                                                     | 10月13日                 |                          |                          |                          |                          |                          |                          |                          |                          |                          |                          |                          |                          |                          |                          |                          |                          |                          |                          |
| 第3話                    | ディオとの青春           | 小林靖子                 | 東出太                   | 東出太                   | 宝谷幸稔、小澤円                                                     | 10月20日                 |                          |                          |                          |                          |                          |                          |                          |                          |                          |                          |                          |                          |                          |                          |                          |                          |                          |                          |
| 第4話                    | 波紋疾走                 | ヤスカワショウゴ         | 阿部雅司                 | 阿部雅司                 | 小林利充、山村俊了                                                   | 10月27日                 |                          |                          |                          |                          |                          |                          |                          |                          |                          |                          |                          |                          |                          |                          |                          |                          |                          |                          |
| 第5話                    | 暗黒の騎士達             | ふでやすかずゆき         | 滝沢敏文                 | 米田光宏 江副仁美        | 増田敏彦                                                             | 11月3日                  |                          |                          |                          |                          |                          |                          |                          |                          |                          |                          |                          |                          |                          |                          |                          |                          |                          |                          |
| 第6話                    | あしたの勇気             | ふでやすかずゆき         | 吉田泰三                 | 内田信吾                 | 武本大介                                                             | 11月10日                 |                          |                          |                          |                          |                          |                          |                          |                          |                          |                          |                          |                          |                          |                          |                          |                          |                          |                          |
| 第7話                    | うけ継ぐ者               | ヤスカワショウゴ         | 加藤敏幸                 | 加藤敏幸                 | 津熊健徳、かどともあき                                               | 11月17日                 |                          |                          |                          |                          |                          |                          |                          |                          |                          |                          |                          |                          |                          |                          |                          |                          |                          |                          |
| 第8話                    | 血戦！JOJO&DIO           | 小林靖子                 | 滝沢敏文                 | 藤本ジ朗                 | 小美野雅彦                                                           | 11月24日                 |                          |                          |                          |                          |                          |                          |                          |                          |                          |                          |                          |                          |                          |                          |                          |                          |                          |                          |
| 第9話                    | 最後の波紋！             | 小林靖子                 | 鈴木健一                 | 鈴木健一                 | 秋田学、町田真一                                                     | 12月1日                  |                          |                          |                          |                          |                          |                          |                          |                          |                          |                          |                          |                          |                          |                          |                          |                          |                          |                          |
| Part2 戦闘潮流           |                          |                          |                          |                          |                                                                      |                          |                          |                          |                          |                          |                          |                          |                          |                          |                          |                          |                          |                          |                          |                          |                          |                          |                          |                          |
| 第10話                   | ニューヨークのジョジョ   | 小林靖子                 | 吉田泰三                 | 間島崇寛                 | 横山謙次、小谷杏子                                                   | 12月8日                  |                          |                          |                          |                          |                          |                          |                          |                          |                          |                          |                          |                          |                          |                          |                          |                          |                          |                          |
| 第11話                   | ゲームの達人             | 猪爪慎一                 | 米田光宏                 | 米田光宏                 | 宝谷幸稔、小澤円 かどともあき、Shin Hyung Woo                        | 12月22日                 |                          |                          |                          |                          |                          |                          |                          |                          |                          |                          |                          |                          |                          |                          |                          |                          |                          |                          |
| 第12話                   | 柱の男                   | ふでやすかずゆき         | 西本由紀夫               | 西本由紀夫               | 赤尾良太郎、増田敏彦                                                 | 12月29日                 |                          |                          |                          |                          |                          |                          |                          |                          |                          |                          |                          |                          |                          |                          |                          |                          |                          |                          |
| 第13話                   | JOJO vs. 究極生物        | ヤスカワショウゴ         | 東出太                   | 南康宏 鈴木健一          | 小美野雅彦、Shin Hyung Woo 横山謙次、青井清年 村司晃英、かどともあき | 2013年 1月5日            |                          |                          |                          |                          |                          |                          |                          |                          |                          |                          |                          |                          |                          |                          |                          |                          |                          |                          |
| 第14話                   | 太古から来た究極戦士     | ヤスカワショウゴ         | 加藤敏幸                 | 加藤敏幸                 | 津熊健徳、河野眞也                                                   | 1月12日                  |                          |                          |                          |                          |                          |                          |                          |                          |                          |                          |                          |                          |                          |                          |                          |                          |                          |                          |
| 第15話                   | ヒーローの資格           | ヤスカワショウゴ         | 吉田泰三                 | 佐々木真哉               | 関崎高明                                                             | 1月19日                  |                          |                          |                          |                          |                          |                          |                          |                          |                          |                          |                          |                          |                          |                          |                          |                          |                          |                          |
| 第16話                   | 波紋教師リサリサ         | ふでやすかずゆき         | 戸越公太朗               | 戸越公太朗               | 町田真一、秋田学                                                     | 1月26日                  |                          |                          |                          |                          |                          |                          |                          |                          |                          |                          |                          |                          |                          |                          |                          |                          |                          |                          |
| 第17話                   | 深く罠をはれ！           | ふでやすかずゆき         | 吉田泰三                 | 高村雄太                 | 高橋昌                                                               | 2月2日                   |                          |                          |                          |                          |                          |                          |                          |                          |                          |                          |                          |                          |                          |                          |                          |                          |                          |                          |
| 第18話                   | シュトロハイム隊の逆襲   | 猪爪慎一                 | 内田信吾                 | 内田信吾 米田光宏        | 横山謙次、小澤円 宝谷幸稔、Shin Hyung Woo 小谷杏子                   | 2月9日                   |                          |                          |                          |                          |                          |                          |                          |                          |                          |                          |                          |                          |                          |                          |                          |                          |                          |                          |
| 第19話                   | 死の崖へつっ走れ         | 猪爪慎一                 | 阿部雅司                 | 阿部雅司                 | 敷島博英、森田実                                                     | 2月16日                  |                          |                          |                          |                          |                          |                          |                          |                          |                          |                          |                          |                          |                          |                          |                          |                          |                          |                          |
| 第20話                   | シーザー孤独の青春       | 小林靖子                 | 加藤敏幸                 | 加藤敏幸                 | 秋田学、小美野雅彦 白石達也（エフェクト）                            | 2月23日                  |                          |                          |                          |                          |                          |                          |                          |                          |                          |                          |                          |                          |                          |                          |                          |                          |                          |                          |
| 第21話                   | 100対2のかけひき         | ヤスカワショウゴ         | 江副仁美 西本由紀夫      | 江副仁美                 | 津熊健徳、芦谷耕平 河野眞也、張益                                    | 3月2日                   |                          |                          |                          |                          |                          |                          |                          |                          |                          |                          |                          |                          |                          |                          |                          |                          |                          |                          |
| 第22話                   | 真の格闘者               | 猪爪慎一                 | 三沢伸                   | 中山奈緒美               | 原修一、寺井佳史                                                     | 3月9日                   |                          |                          |                          |                          |                          |                          |                          |                          |                          |                          |                          |                          |                          |                          |                          |                          |                          |                          |
| 第23話                   | 風にかえる戦士           | ふでやすかずゆき         | 吉田泰三                 | 藤本ジ朗                 | かどともあき、Shin Hyung Woo                                         | 3月16日                  |                          |                          |                          |                          |                          |                          |                          |                          |                          |                          |                          |                          |                          |                          |                          |                          |                          |                          |
| 第24話                   | JOJOを結ぶ絆             | 小林靖子                 | 大脊戸聡                 | 大脊戸聡                 | 宝谷幸稔、横山謙次                                                   | 3月23日                  |                          |                          |                          |                          |                          |                          |                          |                          |                          |                          |                          |                          |                          |                          |                          |                          |                          |                          |
| 第25話                   | 超生物の誕生!!           | 小林靖子                 | 鈴木健一                 | 鈴木健一                 | 秋田学、町田真一 小林亮、小谷杏子 白石達也（エフェクト）             | 3月30日                  |                          |                          |                          |                          |                          |                          |                          |                          |                          |                          |                          |                          |                          |                          |                          |                          |                          |                          |
| 第26話                   | 神となった男             | 小林靖子                 | 加藤敏幸                 | 加藤敏幸                 | 清水貴子                                                             | 4月6日                   |                          |                          |                          |                          |                          |                          |                          |                          |                          |                          |                          |                          |                          |                          |                          |                          |                          |                          |

### 2nd Season『スターダストクルセイダース』
| 話数            | サブタイトル                                   | 脚本             | 絵コンテ          | 演出                             | 作画監督                                                                               | 放送日 （TOKYO MX） |      |      |      |      |      |      |      |      |      |      |      |      |      |      |      |      |      |      |
| 前半            | 前半                                           | 前半             | 前半              | 前半                             | 前半                                                                                   | 前半                | 前半 | 前半 | 前半 | 前半 | 前半 | 前半 | 前半 | 前半 | 前半 | 前半 | 前半 | 前半 | 前半 | 前半 | 前半 | 前半 | 前半 | 前半 |
| --------------- | ---------------------------------------------- | ---------------- | ----------------- | -------------------------------- | -------------------------------------------------------------------------------------- | ------------------- | ---- | ---- | ---- | ---- | ---- | ---- | ---- | ---- | ---- | ---- | ---- | ---- | ---- | ---- | ---- | ---- | ---- | ---- |
| 第1話           | 悪霊にとりつかれた男                           | 小林靖子         | 津田尚克          | 津田尚克                         | 小美野雅彦                                                                             | 2014年 4月5日       |      |      |      |      |      |      |      |      |      |      |      |      |      |      |      |      |      |      |
| 第2話           | 裁くのは誰だ!?                                 | 小林靖子         | 津田尚克          | 高村雄太                         | 横山謙次、常盤健太郎                                                                   | 4月12日             |      |      |      |      |      |      |      |      |      |      |      |      |      |      |      |      |      |      |
| 第3話           | DIOの呪縛                                      | 小林靖子         | 加藤敏幸          | 加藤敏幸                         | Shin Hyung Woo                                                                         | 4月19日             |      |      |      |      |      |      |      |      |      |      |      |      |      |      |      |      |      |      |
| 第4話           | 灰の塔                                         | ヤスカワショウゴ | 吉田泰三          | 藤本ジ朗                         | 関崎高明、芦谷耕平                                                                     | 4月26日             |      |      |      |      |      |      |      |      |      |      |      |      |      |      |      |      |      |      |
| 第5話           | 銀の戦車                                       | 小林靖子         | 鈴木健一          | 鈴木健一                         | 石本峻一                                                                               | 5月3日              |      |      |      |      |      |      |      |      |      |      |      |      |      |      |      |      |      |      |
| 第6話           | 暗青の月                                       | 猪爪慎一         | 小倉宏文          | 小倉宏文                         | 三室健太、宝谷幸稔                                                                     | 5月10日             |      |      |      |      |      |      |      |      |      |      |      |      |      |      |      |      |      |      |
| 第7話           | 力                                             | ふでやすかずゆき | 米田光宏          | 米田光宏                         | Shin Hyung Woo、津熊健徳                                                               | 5月17日             |      |      |      |      |      |      |      |      |      |      |      |      |      |      |      |      |      |      |
| 第8話           | 悪魔                                           | 猪爪慎一         | ソエジマヤスフミ  | ソエジマヤスフミ                 | 横山謙次、関崎高明 常盤健太郎、伊藤公崇 西村彩                                         | 5月24日             |      |      |      |      |      |      |      |      |      |      |      |      |      |      |      |      |      |      |
| 第9話           | 黄の節制                                       | ふでやすかずゆき | 阿部雅司          | 藤本ジ朗 江副仁美                | 糸井恵、横山謙次 宝谷幸稔、西村彩 石本峻一、関崎高明 小林亮、芦谷耕平 伊藤公崇、森幸子 | 5月31日             |      |      |      |      |      |      |      |      |      |      |      |      |      |      |      |      |      |      |
| 第10話          | 皇帝と吊られた男その1                          | 小林靖子         | 加藤敏幸          | 加藤敏幸                         | 石本峻一、Choi Hee Eun                                                                 | 6月7日              |      |      |      |      |      |      |      |      |      |      |      |      |      |      |      |      |      |      |
| 第11話          | 皇帝と吊られた男その2                          | 小林靖子         | 加藤敏幸          | 町谷俊輔 加藤敏幸                | 山本晃宏、三室健太 木下由衣、徳田大貴 宝谷幸稔                                         | 6月14日             |      |      |      |      |      |      |      |      |      |      |      |      |      |      |      |      |      |      |
| 第12話          | 女帝                                           | ヤスカワショウゴ | 大脊戸聡          | 大脊戸聡                         | Shin Hyung Woo Choi Hee Eun                                                            | 6月21日             |      |      |      |      |      |      |      |      |      |      |      |      |      |      |      |      |      |      |
| 第13話          | 運命の車輪                                     | ヤスカワショウゴ | 中原れい          | 玉村仁                           | 中屋了、石本峻一 西村彩、伊藤公崇 鈴木勘太・三室健太（メカ）                           | 6月28日             |      |      |      |      |      |      |      |      |      |      |      |      |      |      |      |      |      |      |
| 第14話          | 正義その1                                      | 猪爪慎一         | 小倉宏文          | 山田弘和                         | 成松義人、中澤勇一                                                                     | 7月5日              |      |      |      |      |      |      |      |      |      |      |      |      |      |      |      |      |      |      |
| 第15話          | 正義その2                                      | 猪爪慎一         | 小倉宏文          | 小倉宏文                         | 横山謙次、関崎高明 常盤健太郎                                                          | 7月12日             |      |      |      |      |      |      |      |      |      |      |      |      |      |      |      |      |      |      |
| 第16話          | 恋人その1                                      | ふでやすかずゆき | 吉田泰三          | 町谷俊輔 江副仁美                | 斎藤大輔、小田真弓 宝谷幸稔、Shin Hyung Woo                                            | 7月19日             |      |      |      |      |      |      |      |      |      |      |      |      |      |      |      |      |      |      |
| 第17話          | 恋人その2                                      | ふでやすかずゆき | 藤本ジ朗          | 藤本ジ朗                         | Choi Hee Eun Lee Eun Young Shin Hyung Woo                                              | 7月26日             |      |      |      |      |      |      |      |      |      |      |      |      |      |      |      |      |      |      |
| 第18話          | 太陽                                           | 津田尚克         | 津田尚克          | ソエジマヤスフミ                 | 小林亮、中屋了 渡邊葉瑠                                                                | 8月2日              |      |      |      |      |      |      |      |      |      |      |      |      |      |      |      |      |      |      |
| 第19話          | 死神13その1                                    | ヤスカワショウゴ | 加藤敏幸          | 加藤敏幸                         | 小谷杏子、横山謙次 関崎高明、常盤健太郎 小田裕康（メカ）                               | 8月9日              |      |      |      |      |      |      |      |      |      |      |      |      |      |      |      |      |      |      |
| 第20話          | 死神13その2                                    | ヤスカワショウゴ | 加藤敏幸          | 津田尚克 吉川志我津              | 石本峻一、木下由衣                                                                     | 8月16日             |      |      |      |      |      |      |      |      |      |      |      |      |      |      |      |      |      |      |
| 第21話          | 審判その1                                      | 小林靖子         | 吉田泰三          | 高村雄太                         | 西村彩、伊藤公崇                                                                       | 8月23日             |      |      |      |      |      |      |      |      |      |      |      |      |      |      |      |      |      |      |
| 第22話          | 審判その2                                      | 小林靖子         | ソエジマヤスフミ  | 江副仁美 鈴木健一                | 橋本英樹、木下由衣 Jang Min Ho、Yu Min Zi 小林亮、芦谷耕平 糸井恵、西村彩              | 8月30日             |      |      |      |      |      |      |      |      |      |      |      |      |      |      |      |      |      |      |
| 第23話          | 女教皇その1                                    | 猪爪慎一         | 大脊戸聡          | 大脊戸聡                         | Shin Hyung Woo Lee Eun Young 石本峻一、渡邊葉瑠                                        | 9月6日              |      |      |      |      |      |      |      |      |      |      |      |      |      |      |      |      |      |      |
| 第24話          | 女教皇その2                                    | 猪爪慎一         | 津田尚克          | 町谷俊輔 津田尚克                | 中屋了、常盤健太郎 小田真弓、小谷杏子 関崎高明、横山謙次 宝谷幸稔                      | 9月13日             |      |      |      |      |      |      |      |      |      |      |      |      |      |      |      |      |      |      |
| 後半 エジプト編 |                                                |                  |                   |                                  |                                                                                        |                     |      |      |      |      |      |      |      |      |      |      |      |      |      |      |      |      |      |      |
| 第25話          | 「愚者」のイギーと「ゲブ神」のンドゥール その1 | 小林靖子         | 鈴木健一          | 鈴木健一                         | 糸井恵、常盤健太郎 芦谷耕平                                                            | 2015年 1月10日      |      |      |      |      |      |      |      |      |      |      |      |      |      |      |      |      |      |      |
| 第26話          | 「愚者」のイギーと「ゲブ神」のンドゥール その2 | 小林靖子         | 加藤敏幸          | 守泰佑 加藤敏幸                  | Shin Hyung Woo Lee Eun Young Choi Hee Eun                                              | 1月17日             |      |      |      |      |      |      |      |      |      |      |      |      |      |      |      |      |      |      |
| 第27話          | 「クヌム神」のオインゴと 「トト神」のボインゴ  | ふでやすかずゆき | 津田尚克          | 江副仁美                         | Shin Hyung Woo Lee Eun Young Choi Hee Eun                                              | 1月24日             |      |      |      |      |      |      |      |      |      |      |      |      |      |      |      |      |      |      |
| 第28話          | 「アヌビス神」 その1                           | 猪爪慎一         | 藤本ジ朗          | 藤本ジ朗                         | 石本峻一                                                                               | 1月31日             |      |      |      |      |      |      |      |      |      |      |      |      |      |      |      |      |      |      |
| 第29話          | 「アヌビス神」 その2                           | 猪爪慎一         | 加藤敏幸          | 加藤敏幸                         | 横山謙次、関崎高明                                                                     | 2月7日              |      |      |      |      |      |      |      |      |      |      |      |      |      |      |      |      |      |      |
| 第30話          | 「バステト女神」のマライア その1               | ヤスカワショウゴ | 川面真也          | 吉川志我津                       | 中屋了、宝谷幸稔 小谷杏子、木下由衣 小田真弓                                           | 2月14日             |      |      |      |      |      |      |      |      |      |      |      |      |      |      |      |      |      |      |
| 第31話          | 「バステト女神」のマライア その2               | ヤスカワショウゴ | 吉田泰三          | 高村雄太                         | 宝谷幸稔、西村彩 伊藤公崇                                                              | 2月21日             |      |      |      |      |      |      |      |      |      |      |      |      |      |      |      |      |      |      |
| 第32話          | 「セト神」のアレッシー その1                   | ふでやすかずゆき | 吉田泰三          | 藤田健太郎                       | 橋本航平、南伸一郎 三浦春樹                                                            | 2月28日             |      |      |      |      |      |      |      |      |      |      |      |      |      |      |      |      |      |      |
| 第33話          | 「セト神」のアレッシー その2                   | ふでやすかずゆき | ソエジマヤスフミ  | ソエジマヤスフミ                 | 中村深雪、渡邊葉瑠                                                                     | 3月7日              |      |      |      |      |      |      |      |      |      |      |      |      |      |      |      |      |      |      |
| 第34話          | ダービー・ザ・ギャンブラー その1               | ヤスカワショウゴ | 津田尚克 浮由段   | 高村雄太                         | 糸井恵、芦谷耕平 山本晃宏、中屋了                                                      | 3月14日             |      |      |      |      |      |      |      |      |      |      |      |      |      |      |      |      |      |      |
| 第35話          | ダービー・ザ・ギャンブラー その2               | ヤスカワショウゴ | 津田尚克 江副仁美 | 江副仁美                         | 小美野雅彦、渡邊葉瑠                                                                   | 3月21日             |      |      |      |      |      |      |      |      |      |      |      |      |      |      |      |      |      |      |
| 第36話          | ホル・ホースとボインゴ その1                   | 小林靖子         | 西田正義          | 町谷俊輔                         | 石本峻一、伊藤公崇 Cha Myoung Jun                                                      | 3月28日             |      |      |      |      |      |      |      |      |      |      |      |      |      |      |      |      |      |      |
| 第37話          | ホル・ホースとボインゴ その2                   | 小林靖子         | 吉田泰三          | 守泰佑                           | Shin Hyung Woo Lee Eun Young Choi Hee Eun                                              | 4月4日              |      |      |      |      |      |      |      |      |      |      |      |      |      |      |      |      |      |      |
| 第38話          | 地獄の門番ペット・ショップ その1               | 鈴木健一         | 鈴木健一          | 吉川志我津                       | 横山謙次、関崎高明                                                                     | 4月11日             |      |      |      |      |      |      |      |      |      |      |      |      |      |      |      |      |      |      |
| 第39話          | 地獄の門番ペット・ショップ その2               | 鈴木健一         | 鈴木健一          | 藤本ジ朗                         | Shin Hyung Woo Choi Hee Eun Lee Eun Young                                              | 4月18日             |      |      |      |      |      |      |      |      |      |      |      |      |      |      |      |      |      |      |
| 第40話          | ダービー・ザ・プレイヤー その1                 | ふでやすかずゆき | ソエジマヤスフミ  | ソエジマヤスフミ                 | Cha Myoung Jun、山本晃宏                                                               | 4月25日             |      |      |      |      |      |      |      |      |      |      |      |      |      |      |      |      |      |      |
| 第41話          | ダービー・ザ・プレイヤー その2                 | ふでやすかずゆき | 玉村仁            | 守泰佑                           | 中屋了、渡邊葉瑠 伊藤公崇                                                              | 5月2日              |      |      |      |      |      |      |      |      |      |      |      |      |      |      |      |      |      |      |
| 第42話          | 亜空の瘴気 ヴァニラ・アイス その1              | 猪爪慎一         | 町谷俊輔          | 町谷俊輔 長田絵里                | 阿部恒                                                                                 | 5月9日              |      |      |      |      |      |      |      |      |      |      |      |      |      |      |      |      |      |      |
| 第43話          | 亜空の瘴気 ヴァニラ・アイス その2              | 猪爪慎一         | 加藤敏幸          | 高村雄太                         | 石本峻一、糸井恵                                                                       | 5月16日             |      |      |      |      |      |      |      |      |      |      |      |      |      |      |      |      |      |      |
| 第44話          | 亜空の瘴気 ヴァニラ・アイス その3              | 猪爪慎一         | 吉田泰三          | 江副仁美                         | 横山謙次、山本晃宏 Cha Myoung Jun                                                      | 5月23日             |      |      |      |      |      |      |      |      |      |      |      |      |      |      |      |      |      |      |
| 第45話          | DIOの世界 その1                                | ヤスカワショウゴ | 西田正義          | 吉川志我津                       | 西村彩、Cha Myoung Jun                                                                 | 5月30日             |      |      |      |      |      |      |      |      |      |      |      |      |      |      |      |      |      |      |
| 第46話          | DIOの世界 その2                                | ヤスカワショウゴ | 加藤敏幸          | 加藤敏幸                         | 小美野雅彦、芦谷耕平                                                                   | 6月6日              |      |      |      |      |      |      |      |      |      |      |      |      |      |      |      |      |      |      |
| 第47話          | DIOの世界 その3                                | 小林靖子         | 津田尚克          | 守泰佑 高村雄太 ソエジマヤスフミ | Shin Hyung Woo Lee Eun Young                                                           | 6月13日             |      |      |      |      |      |      |      |      |      |      |      |      |      |      |      |      |      |      |
| 第48話          | 遥かなる旅路 さらば友よ                        | 小林靖子         | 鈴木健一 加藤敏幸 | 吉川志我津 町谷俊輔 加藤敏幸     | 小美野雅彦、芦谷耕平 山本晃宏、西村彩 Cha Myoung Jun 伊藤公崇 宝谷幸稔（メカニック）   | 6月20日             |      |      |      |      |      |      |      |      |      |      |      |      |      |      |      |      |      |      |

### 3rd Season『ダイヤモンドは砕けない』
| 話数   | サブタイトル                         | 脚本                      | 絵コンテ                           | 演出                                                          | 作画監督 | アクション作画監督           | メカ作画監督             | 総作画監督                 | 放送日 （TOKYO MX） |
| ------ | ------------------------------------ | ------------------------- | ---------------------------------- | ------------------------------------------------------------- | --- | ---------------------------- | ------------------------ | -------------------------- | ------------------- |
| 第1話  | 空条承太郎！東方仗助に会う           | 小林靖子                  | 津田尚克                           | 高村雄太                                                      | 西位輝実 石本峻一                                                                                                | 三室健太                     | 棚沢隆                   | 西位輝実                   | 2016年 4月2日       |
| 第2話  | 東方仗助！アンジェロに会う           | 小林靖子                  | 加藤敏幸                           | 加藤敏幸                                                      | 石本峻一 | 三室健太                     | -                        | 西位輝実                   | 4月9日              |
| 第3話  | 虹村兄弟 その1                       | 小林靖子                  | 吉田隆彦                           | 吉田隆彦                                                      | 仲敷沙織 | 三室健太                     | 棚沢隆                   | 西位輝実                   | 4月16日             |
| 第4話  | 虹村兄弟 その2                       | ヤスカワショウゴ          | 高村雄太                           | ソエジマヤスフミ 加藤敏幸 津田尚克 高村雄太                   | Cha Myoung Jun Shin Hyung Woo 芦谷耕平 仲敷沙織                                                                  | 三室健太                     | 棚沢隆                   | 西位輝実                   | 4月23日             |
| 第5話  | 虹村兄弟 その3                       | ヤスカワショウゴ          | 加藤敏幸                           | 朝木幸彦                                                      | Shin Hyung Woo                                                                                                   | 三室健太                     | 棚沢隆                   | 西位輝実                   | 4月30日             |
| 第6話  | 広瀬康一                             | ふでやすかずゆき          | ソエジマヤスフミ                   | ソエジマヤスフミ                                              | Cha Myoung Jun                                                                                                   | 三室健太                     | 棚沢隆                   | 石本峻一 西位輝実          | 5月7日              |
| 第7話  | 間田敏和                             | 猪爪慎一                  | 大脊戸聡                           | 江副仁美                                                      | Chang Bum Chul Shin Hey Ran                                                                                      | 三室健太 山田まさし          | -                        | 西位輝実                   | 5月14日             |
| 第8話  | 山岸由花子は恋をする その1           | ヤスカワショウゴ          | 藤本ジ朗                           | 藤本ジ朗                                                      | 石本峻一 小林亮 芦谷耕平 千葉山夏恵                                                                              | 才木康寛                     | -                        | 西位輝実                   | 5月21日             |
| 第9話  | 山岸由花子は恋をする その2           | ヤスカワショウゴ          | 加藤敏幸                           | Kim Min Sun                                                   | Lee Min Bae | 三室健太                     | -                        | 西位輝実                   | 5月28日             |
| 第10話 | イタリア料理を食べに行こう           | ふでやすかずゆき          | 光田史亮                           | 光田史亮 村田光                                               | 仲敷沙織 Shin Hyung Woo 渡邊葉留                                                                                 | 光田史亮                     | -                        | 石本峻一 西位輝実          | 6月4日              |
| 第11話 | レッド・ホット・チリ・ペッパー その1 | 小林靖子                  | 西澤晋                             | Eum Sang Yong                                                 | Ryu Sung Chol Kim Bo Kyong                                                                                       | 三室健太                     | -                        | 石本峻一                   | 6月11日             |
| 第12話 | レッド・ホット・チリ・ペッパー その2 | 小林靖子                  | 加藤敏幸                           | 朝木幸彦                                                      | 芦谷耕平 Shin Hyung Woo 棚沢隆（ギター）                                                                         | 三室健太                     | 宝谷幸稔                 | 石本峻一 西位輝実          | 6月18日             |
| 第13話 | やばいものを拾ったっス！             | 猪爪慎一                  | 吉田泰三                           | 藤本ジ朗                                                      | Cha Myoung Jun                                                                                                   | 山田まさし 三室健太          | 棚沢隆                   | 西位輝実                   | 6月25日             |
| 第14話 | 漫画家のうちへ遊びに行こう その1     | 小林靖子                  | 津田尚克                           | 津田尚克 加藤敏幸 ソエジマヤスフミ 朝木幸彦                   | 仲敷沙織 千葉山夏恵 渡邊葉留 木下由衣                                                                            | 才木康寛                     | -                        | 石本峻一 馬場充子          | 7月2日              |
| 第15話 | 漫画家のうちへ遊びに行こう その2     | ヤスカワショウゴ          | ソエジマヤスフミ                   | 松林唯人                                                      | ムラオミノル 芦谷耕平 Shin Hyung Woo                                                                             | 才木康寛                     | 棚沢隆                   | 西位輝実                   | 7月9日              |
| 第16話 | 「狩り」に行こう！                   | ヤスカワショウゴ          | 古川順康                           | 古川順康                                                      | 関川成人 | -                            | -                        | -                          | 7月16日             |
| 第17話 | 岸辺露伴の冒険                       | 猪爪慎一                  | 嶌田惣一                           | 嶌田惣一                                                      | 矢吹智美 | 三室健太                     | -                        | 西位輝実                   | 7月23日             |
| 第18話 | 「重ちー」の収穫 その1               | ふでやすかずゆき          | 長田絵里                           | 長田絵里                                                      | 芦谷耕平 宝谷幸稔 立花希望 仲敷沙織 渡邊葉留 糸井恵 Shin Hyung Woo                                               | 三室健太                     | -                        | -                          | 7月30日             |
| 第19話 | 「重ちー」の収穫 その2               | ふでやすかずゆき          | 永居慎平                           | Kim Min Sun 波多正美                                          | Kim Bo Kyong Ryu Sung Chol Lee Bang Won Yang Jeong Hee                                                           | 三室健太                     | -                        | -                          | 8月6日              |
| 第20話 | 山岸由花子はシンデレラに憧れる       | ヤスカワショウゴ          | 藤本ジ朗 津田尚克                  | 藤本ジ朗                                                      | Cha Myoung Jun                                                                                                   | 才木康寛                     | 棚沢隆                   | 西位輝実                   | 8月13日             |
| 第21話 | 吉良吉影は静かに暮らしたい その1     | 小林靖子                  | 古川順康                           | Eum San Gyong                                                 | Kim Eun Sun | 三室健太                     | -                        | 西位輝実                   | 8月20日             |
| 第22話 | 吉良吉影は静かに暮らしたい その2     | 小林靖子                  | 加藤敏幸                           | 江副仁美                                                      | 渡邊葉留 千葉山夏恵 木下由衣 糸井恵 横山謙次                                                                     | 三室健太                     | -                        | 西位輝実                   | 8月27日             |
| 第23話 | シアーハートアタック その1           | ヤスカワショウゴ          | 嶌田惣一                           | 村田光                                                        | 石本峻一 芦谷耕平 飯飼一幸 Shin Hyung Woo                                                                        | 三室健太 才木康寛            | 棚沢隆                   | 西位輝実                   | 9月3日              |
| 第24話 | シアーハートアタック その2           | ヤスカワショウゴ          | 嶌田惣一                           | ソエジマヤスフミ                                              | 石本峻一 渡邊葉瑠 宝谷幸稔 仲敷沙織                                                                              | 三室健太 才木康寛            | -                        | 西位輝実                   | 9月10日             |
| 第25話 | アトム・ハート・ファーザー           | 猪爪慎一                  | 長田絵里                           | 長田絵里                                                      | Cha Myoung Jun Seo Jung Ha                                                                                       | 三室健太                     | -                        | -                          | 9月17日             |
| 第26話 | ジャンケン小僧がやって来る！         | ふでやすかずゆき          | ソエジマヤスフミ                   | Kim Min Sun                                                   | Ryu Seyng Cheol Kim Bo Kyoung Kim Eum Sun Lee Bang Won Kwon Hyeok Jeong                                          | 才木康寛 三室健太            | -                        | -                          | 9月24日             |
| 第27話 | ぼくは宇宙人                         | ふでやすかずゆき          | 津田尚克                           | 津田尚克 朝木幸彦                                             | Lee Bang Won Kwon Hyeok Jung Ryu Seung Chul 芦谷耕平 仲敷沙織 渡邊葉留 横山謙次                                  | 三室健太                     | -                        | -                          | 10月1日             |
| 第28話 | ハイウェイ・スター その1             | ふでやすかずゆき          | 玉村仁                             | 玉村仁                                                        | 千葉山夏恵 渡邊葉留 大高雄太 横山謙次 仲敷沙織 芦谷耕平 Shin Hyung Woo                                           | 三室健太 山田まさし          | 滝れーき 宝谷幸稔        | 石本峻一                   | 10月8日             |
| 第29話 | ハイウェイ・スター その2             | ふでやすかずゆき          | 古川順康                           | 村田光                                                        | 芦谷耕平 木下由衣 千葉山夏恵 仲敷沙織 渡邊葉瑠 横山謙次 Shin Hyung Woo 大高雄太 西位輝実 石本峻一 馬場充子       | 三室健太 山田まさし 才木康寛 | 滝れーき 宝谷幸稔 棚沢隆 | 石本峻一                   | 10月15日            |
| 第30話 | 猫は吉良吉影が好き                   | 猪爪慎一 ふでやすかずゆき | 嶌田惣一                           | 藤原潤 江副仁美 ソエジマヤスフミ 佐々木勅嘉 朝木幸彦 西島圭祐 | Cha Myoung Jun Kim Kang Won 芦谷耕平 横山謙次 千葉山夏恵 Snin Hyung Woo                                          | 三室健太                     | -                        | -                          | 10月22日            |
| 第31話 | 7月15日(木) その1                    | 小林靖子                  | 長田絵里 ソエジマヤスフミ 吉田泰三 | 長田絵里 ソエジマヤスフミ 津田尚克                            | 仲敷沙織 飯飼一幸 Shin Hyung Woo 千葉山夏恵 横山謙次 芦谷耕平                                                    | 三室健太 才木康寛            | -                        | -                          | 10月29日            |
| 第32話 | 7月15日(木) その2                    | 小林靖子                  | 長田絵里 ソエジマヤスフミ 吉田泰三 | 長田絵里 ソエジマヤスフミ 津田尚克                            | 仲敷沙織 馬場充子 千葉山夏恵 西位輝実 石本峻一 芦谷耕平 飯飼一幸 木下由衣 横山謙次 Cha Myoung Jun Shin Hyung Woo | 三室健太 山田まさし          | -                        | -                          | 11月5日             |
| 第33話 | 7月15日(木) その3                    | 小林靖子                  | ソエジマヤスフミ 吉田泰三          | ソエジマヤスフミ 藤本ジ朗 江副仁美                            | 仲敷沙織 馬場充子 千葉山夏恵 西位輝実 石本峻一 芦谷耕平 飯飼一幸 木下由衣 横山謙次 Cha Myoung Jun Shin Hyung Woo | 三室健太 山田まさし 才木康寛 | 三室健太                 | 西位輝実 馬場充子 石本峻一 | 11月12日            |
| 第34話 | 7月15日(木) その4                    | 小林靖子                  | 吉田泰三                           | 藤本ジ朗 江副仁美                                             | Cha Myoung Jun 千葉山夏恵 芦谷耕平 Shin Hyung Woo 仲敷沙織 西位輝実 石本峻一 馬場充子                            | 三室健太 山田まさし          | -                        | -                          | 11月19日            |
| 第35話 | アナザーワン バイツァ・ダスト その1  | ヤスカワショウゴ          | 加藤敏幸                           | 加藤敏幸 村田光                                               | 石本峻一 馬場充子 西位輝実 仲敷沙織 木下由衣 横山謙次 芦谷耕平 飯飼一幸 Shin Hyung Woo Cha Myoung Jun            | 三室健太 山田まさし          | 棚沢隆                   | -                          | 11月26日            |
| 第36話 | アナザーワン バイツァ・ダスト その2  | ヤスカワショウゴ          | 加藤敏幸 津田尚克                  | 江島泰男 西島圭祐                                             | 小美野雅彦 千葉山夏恵 仲敷沙織 芦谷耕平 石本峻一 馬場充子 西位輝実                                               | 三室健太 山田まさし          | -                        | -                          | 12月3日             |
| 第37話 | クレイジー・Dは砕けない その1        | ふでやすかずゆき          | 古川順康                           | ソエジマヤスフミ 長田絵里                                     | 横山謙次 芦谷耕平 Shin Hyung Woo Cha Myoung Jun 千葉山夏恵 木下由衣 飯飼一幸                                     | 三室健太 才木康寛 山田まさし | -                        | 石本峻一 馬場充子          | 12月10日            |
| 第38話 | クレイジー・Dは砕けない その2        | ふでやすかずゆき          | 追崎史敏                           | 加藤敏幸 村田光 津田尚克                                      | 西位輝実 石本峻一 馬場充子 仲敷沙織 芦谷耕平 横山謙次 Shin Hyung Woo Cha Myoung Jun                              | 三室健太 才木康寛 山田まさし | 棚沢隆                   | 西位輝実 馬場充子 石本峻一 | 12月17日            |
| 第39話 | さよなら杜王町-黄金の心              | 小林靖子                  | 津田尚克                           | 津田尚克                                                      | 西位輝実 石本峻一 馬場充子 仲敷沙織 芦谷耕平 横山謙次 Shin Hyung Woo Cha Myoung Jun                              | 三室健太 才木康寛 山田まさし | 棚沢隆 宝谷幸稔          | 西位輝実 石本峻一 馬場充子 | 12月24日            |

### 4th Season『黄金の風』
| 話数        | サブタイトル                              | 脚本             | 絵コンテ                 | 演出                     | 作画監督 | アクションディレクター | 総作画監督        | 放送日 （TOKYO MX） |
| ----------- | ----------------------------------------- | ---------------- | ------------------------ | ------------------------ | --- | ---------------------- | ----------------- | ------------------- |
| Episodio 01 | 黄金体験                                  | 小林靖子         | 津田尚克                 | 津田尚克                 | 石本峻一 片山貴仁 小林亮 | 片山貴仁               | 石本峻一          | 2018年 10月6日      |
| Episodio 02 | ブチャラティが来る                        | 小林靖子         | 髙橋秀弥                 | 髙橋秀弥                 | 横山謙次 千葉山夏恵 | 片山貴仁               | 石本峻一          | 10月13日            |
| Episodio 03 | 塀の中のギャングに会え                    | ヤスカワショウゴ | 木村泰大                 | 木村泰大                 | SHIN HYUNG WOO 木下千恵 中野圭哉                                                                                                  | 岩崎安利 片山貴仁      | 田中春香          | 10月20日            |
| Episodio 04 | ギャング入門                              | ヤスカワショウゴ | 木村泰大                 | 鈴木恭兵                 | 森藤希子 重本和佳子 横山謙次 中野圭哉 木下千恵                                                                                    | 岩崎安利               | 田中春香          | 10月27日            |
| Episodio 05 | ポルポの遺産を狙え！                      | 小林靖子         | 津田尚克                 | 亀井隆広                 | 高阪雅基 藤本真由 SHIN HYUNG WOO 石本峻一                                                                                         | 岩崎安利 片山貴仁      | 石本峻一          | 11月3日             |
| Episodio 06 | ムーディー・ブルースの逆襲                | ふでやすかずゆき | 髙橋秀弥                 | 三上喜子                 | 横山謙次 千葉山夏恵 森藤希子 中野圭哉 重本和佳子                                                                                  | 片山貴仁               | 田中春香          | 11月10日            |
| Episodio 07 | セックス・ピストルズ登場 その1            | ふでやすかずゆき | 鈴木恭兵                 | 鈴木恭兵                 | 森藤希子 真島ジロウ 姉崎早也花 小林亮 千葉山夏恵                                                                                  | 片山貴仁               | 田中春香 石本峻一 | 11月17日            |
| Episodio 08 | セックス・ピストルズ登場 その2            | ふでやすかずゆき | 尾根真砂子               | 長田伸二                 | 木下由衣 SHIN HYUNG WOO 小林理 長田伸二 津曲大介                                                                                  | 岩崎安利               | 石本峻一          | 11月24日            |
| Episodio 09 | ボスからの第一指令                        | 猪爪慎一         | 南川達馬                 | 南川達馬                 | 高阪雅基 宝谷幸稔 岩崎安利 木下由衣 姉崎早也花 千葉山夏恵 小林理 中野圭哉                                                         | -                      | 石本峻一          | 12月1日             |
| Episodio 10 | 暗殺者チーム                              | 猪爪慎一         | 藤本ジ朗                 | 藤本ジ朗                 | 小林亮 森田莉奈 上竹哲郎 姉崎早也花 田中春香                                                                                      | 岩崎安利               | 石本峻一          | 12月8日             |
| Episodio 11 | ナランチャのエアロスミス                  | 猪爪慎一         | 三上喜子 たかはしひでや  | 長田伸二                 | 津曲大介 SHIN HYUNG WOO 髙阪雅基 木下由衣 森藤希子 長田伸二 森田莉奈 小林理                                                       | 片山貴仁               | 石本峻一          | 12月15日            |
| Episodio 12 | ボスからの第二指令                        | ヤスカワショウゴ | 吉田泰三                 | 亀井隆広                 | 片山貴仁 横山謙次 姉崎早也花 千葉山夏恵 石本峻一 田中春香 岩崎安利                                                                | 片山貴仁               | 田中春香 石本峻一 | 12月22日            |
| Episodio 13 | マン・イン・ザ・ミラーと パープル・ヘイズ | ヤスカワショウゴ | 吉田泰三                 | 江島泰男                 | SHIN HYUNG WOO 木下由衣 小林亮 髙阪雅基 岩崎安利 森藤希子 津曲大介 宝谷幸稔                                                       | 岩崎安利               | 石本峻一          | 12月29日            |
| Episodio 14 | フィレンツェ行き超特急                    | ふでやすかずゆき | 川畑喬                   | 鈴木恭兵                 | 横山謙次 千葉山夏恵 姉崎早也花 宝谷幸稔 小林理 木下由衣 角田春美 中野圭哉 糸井恵                                                  | -                      | 田中春香 石本峻一 | 2019年 1月12日      |
| Episodio 15 | 偉大なる死 その1                          | ふでやすかずゆき | 南川達馬                 | 南川達馬                 | 上竹哲郎 森藤希子 片山貴仁 森田莉奈 SHIN HYUNG WOO                                                                                | 鈴木勘太               | 石本峻一          | 1月19日             |
| Episodio 16 | 偉大なる死 その2                          | 小林靖子         | 瀬木弘正                 | 高橋賢                   | 津曲大介 木下由衣 髙阪雅基 森田莉奈 角田春美 田中春香                                                                             | 高橋賢                 | 石本峻一          | 1月26日             |
| Episodio 17 | ベイビィ・フェイス                        | 小林靖子         | 川畑喬 津田尚克          | 津田尚克 高橋雅和        | 横山謙次 姉崎早也花 千葉山夏恵 劉雲留                                                                                             | 津田尚克               | 石本峻一 田中春香 | 2月2日              |
| Episodio 18 | ヴェネツィアへ向かえ！                    | 猪爪慎一         | なかの★陽 たかはしひでや | 宮島善博                 | SHIN HYUNG WOO 森藤希子 小林理 岩崎安利 髙阪雅基 劉雲留 田中春香 木下由衣                                                         | 岩崎安利               | 石本峻一 田中春香 | 2月9日              |
| Episodio 19 | ホワイト・アルバム                        | 猪爪慎一         | 吉田泰三                 | 長田伸二                 | 森田莉奈 上竹哲郎 宝谷幸稔 津曲大介 長田伸二                                                                                      | 片山貴仁               | 石本峻一          | 2月16日             |
| Episodio 20 | ボスからの最終指令                        | 津田尚克         | 亀井隆広                 | 亀井隆広                 | 姉崎早也花 千葉山夏恵 木下由衣 横山謙次 髙阪雅基 石本峻一 鈴木勘太 森田莉奈                                                       | 鈴木勘太               | 石本峻一 田中春香 | 2月23日             |
| Episodio 21 | キング・クリムゾンの謎                    | 津田尚克         | 津田尚克 木村泰大        | 津田尚克 高橋雅和        | 石本峻一 豊田暁子 森藤希子 SHIN HYUNG WOO 小林理 長田伸二 横山謙次 木下由衣 千葉山夏恵 森田莉奈 髙阪雅基                          | 片山貴仁 岩崎安利      | 石本峻一 田中春香 | 3月2日              |
| Episodio 22 | ガッツの「G」                             | ヤスカワショウゴ | 髙橋秀弥 藤本ジ朗        | 村田光                   | 千葉山夏恵 姉崎早也花 髙阪雅基 横山謙次 SHIN HYUNG WOO 芦谷耕平                                                                   | 久々宮ぎん             | -                 | 3月16日             |
| Episodio 23 | クラッシュとトーキング・ヘッド            | ヤスカワショウゴ | 藤本ジ朗                 | 江福仁美                 | 木下由衣 森藤希子 上竹哲郎 小林理 胡陽樹 芦谷耕平 髙阪雅基                                                                        | 鈴木勘太               | -                 | 3月23日             |
| Episodio 24 | ノトーリアス・B・I・G                     | ふでやすかずゆき | 川畑喬                   | 鈴木恭兵                 | 石本峻一 田中春香 豊田暁子 森田莉奈                                                                                               | 片山貴仁               | 石本峻一 田中春香 | 3月30日             |
| Episodio 25 | スパイス・ガール                          | ふでやすかずゆき | 南川達馬 藤本ジ朗        | 高橋雅和                 | 津曲大介 千葉山夏恵 横山謙次 SHIN HYUNG WOO 芦谷耕平                                                                              | 鈴木勘太 岩崎安利      | 石本峻一 田中春香 | 4月6日              |
| Episodio 26 | ほんの少し昔の物語 〜ぼくの名はドッピオ〜 | 猪爪慎一         | 亀井隆広                 | 亀井隆広 村田光 青柳宏宜 | 木下由衣 森藤希子 髙阪雅基 豊田暁子 小林理                                                                                        | 鈴木勘太               | 石本峻一          | 4月13日             |
| Episodio 27 | キング・クリムゾンvs.メタリカ             | 堀内全           | 吉田泰三                 | 長田伸二                 | 田中宏紀 | -                      | 石本峻一          | 4月20日             |
| Episodio 28 | 今にも落ちて来そうな空の下で              | 小林靖子         | 髙橋秀弥                 | 髙橋秀弥                 | 石本峻一 田中春香 津曲大介 横山謙次 森田莉奈 千葉山夏恵                                                                           | 岩崎安利               | 石本峻一 田中春香 | 4月27日             |
| Episodio 29 | 目的地はローマ！コロッセオ                | ヤスカワショウゴ | 久保雄介                 | 久保雄介                 | CHA MYOUNG JUN | 鈴木勘太               | 石本峻一 田中春香 | 5月11日             |
| Episodio 30 | グリーン・ディとオアシス その1            | ヤスカワショウゴ | 川畑喬                   | 左藤洋二                 | SHIN HYUNG WOO 豊田暁子 小林理 髙阪雅基 石本峻一 田中春香                                                                         | 片山貴仁               | 石本峻一 田中春香 | 5月18日             |
| Episodio 31 | グリーン・ディとオアシス その2            | ふでやすかずゆき | 藤本ジ朗                 | 木村泰大                 | 津曲大介 横山謙次 木下由衣 森田莉奈                                                                                               | 鈴木勘太 片山貴仁      | 石本峻一          | 5月25日             |
| Episodio 32 | グリーン・ディとオアシス その3            | ふでやすかずゆき | 大原実                   | 長田伸二                 | 石本峻一 森藤希子 髙阪雅基 長田伸二 鄧佳湄 津曲大介 千葉山夏恵 CHA MYOUNG JUN 豊田暁子 木下由衣                                   | 岩崎安利 鈴木勘太      | 石本峻一 田中春香 | 6月1日              |
| Episodio 33 | そいつの名はディアボロ                    | 堀内全           | 大原実                   | 青柳宏宜 まつきけいいち  | 石本峻一 田中春香 石山正修 SHIN HYUNG WOO 横山謙次 木下由衣 森田莉奈 小林理 髙阪雅基 石橋大輔                                     | 鈴木勘太               | 石本峻一 田中春香 | 6月8日              |
| Episodio 34 | 鎮魂歌は静かに奏でられる その1            | ヤスカワショウゴ | 大原実                   | 高橋謙仁                 | 柴田和紀 豊田暁子 木下由衣 髙阪雅基 宝谷幸稔 森藤希子 田中春香 石本峻一                                                           | 鈴木勘太 岩崎安利      | 石本峻一 田中春香 | 6月15日             |
| Episodio 35 | 鎮魂歌は静かに奏でられる その2            | 猪爪慎一         | 久保雄介                 | 久保雄介                 | 石本峻一 SHIN HYUNG WOO 石山正修 津曲大介 柴田和紀 小林理 森藤希子 田中春香 小島えり                                              | 鈴木勘太 岩崎安利      | 石本峻一 田中春香 | 6月22日             |
| Episodio 36 | ディアボロ浮上                            | 猪爪慎一         | 吉田泰三                 | 亀井隆広                 | 長田伸二 木下由衣 森田莉奈 横山謙次 SHIN HYUNG WOO 髙阪雅基 柴田和紀 田中宏紀 石本峻一 田中春香                                   | 岩崎安利               | 石本峻一 田中春香 | 6月29日             |
| Episodio 37 | 王の中の王                                | ふでやすかずゆき | 鈴木恭兵 大原実          | 鈴木恭兵                 | 石本峻一 田中春香 片山貴仁 津曲大介 森藤希子 石山正修 横山謙次 木下由衣 豊田暁子 小林理 SHIN HYUNG WOO                            | 片山貴仁               | 石本峻一 田中春香 | 7月6日              |
| Episodio 38 | ゴールド・E・レクイエム                   | 小林靖子         | 加藤敏幸 藤本ジ朗        | 菅原尚                   | SHIN HYUNG WOO 石山正修 森藤希子 横山謙次 髙阪雅基 木下由衣 柴田和紀 石本峻一 田中春香                                            | 鈴木勘太               | 石本峻一 田中春香 | 7月28日             |
| Episodio 39 | 眠れる奴隷                                | 小林靖子         | 藤本ジ朗 吉田泰三        | 岩崎安利 髙橋秀弥        | 木下由衣 髙阪雅基 森藤希子 森田莉奈 上竹哲郎 鈴木勘太 片山貴仁 小林理 横山謙次 石山正修 津曲大介 SHIN HYUNG WOO 石本峻一 田中春香 | -                      | 石本峻一 田中春香 | 7月28日             |

### 5th Season『ストーンオーシャン』
| 話数       | サブタイトル                                    | 脚本                      | 絵コンテ          | 演出              | 作画監督 | 総作画監督                        | 放送日 （TOKYO MX） |
| ---------- | ----------------------------------------------- | ------------------------- | ----------------- | ----------------- | --- | --------------------------------- | ------------------- |
| Episode 1  | 石作りの海                                      | 小林靖子                  | 鈴木健一          | 加藤敏幸          | 柴田和紀 小島えり 三浦春樹 小林亮 吉岡佳宏                                                                          | 筱雅律                            | 2022年 1月8日       |
| Episode 2  | ストーン・フリー                                | 小林靖子                  | 加藤敏幸          | 千葉大輔          | 柴田和紀 小林亮 しまだひであき 三浦春樹 齊藤佳子 柳瀬譲二 野村雅史                                                  | 筱雅律                            | 1月15日             |
| Episode 3  | 面会人 その①                                    | 小林靖子                  | 吉田泰三          | 森邦宏            | 村谷貴志 小島えり 小林亮 小林理 平良哲朗 藤本真由                                                                   | 筱雅律                            | 1月22日             |
| Episode 4  | 面会人 その②                                    | 小林靖子                  | 吉田泰三          | 中村哲治          | 張益 小島えり 豊島英太 眞壁智之 小林理 齊藤佳子 藤本真由                                                            | 村谷貴志                          | 1月29日             |
| Episode 5  | プリズナー・オブ・ラヴ                          | 小林靖子                  | 中山勝一          | 中山勝一          | 小林亮 柴田和紀 山崎菜奈 徳田夢之介 吉岡佳宏                                                                        | 筱雅律                            | 2月5日              |
| Episode 6  | エルメェスのシール                              | 猪爪慎一                  | 南川達馬          | 南川達馬          | 豊島英太 眞壁智之 齊藤佳子 久恒直樹 三浦春樹 平良哲朗 柳瀬譲二                                                      | 村谷貴志                          | 2月12日             |
| Episode 7  | 6人いる！                                       | ヤスカワショウゴ          | 藤本ジ朗 加藤敏幸 | 高橋雅和          | 小林亮 大梶博之 小林理 小島えり 藤本真由 SHIN HYUNG WOO                                                             | 小林亮                            | 2月19日             |
| Episode 8  | フー・ファイターズ                              | ヤスカワショウゴ          | 寺東克己          | 久保山英一        | 山崎菜奈 眞壁智之 三浦春樹 柴田和紀 柳瀬譲二 牛島希 菅原裕幸                                                        | -                                 | 2月26日             |
| Episode 9  | 取り立て人マリリン・マンソン                    | ふでやすかずゆき 小林靖子 | 大脊戸聡          | 大脊戸聡          | 久恒直樹 小島えり 山崎菜奈 三浦春樹 柴田和紀 村谷貴志 野村雅史 小林理 吉岡佳宏                                      | -                                 | 3月5日              |
| Episode 10 | サヴェジ・ガーデン作戦 （中庭へ向かえ！） その① | 猪爪慎一                  | 南川達馬          | 南川達馬          | 大梶博之 小林亮 張益 豊島英太 平良哲朗 吉岡佳宏 村谷貴志 石川健太郎                                                 | 村谷貴志                          | 3月12日             |
| Episode 11 | サヴェジ・ガーデン作戦 （中庭へ向かえ！） その② | ふでやすかずゆき          | 久保雄介          | 中山勝一          | 小島えり 山崎菜奈 野村雅史 柴田和紀 小林理 三浦春樹 SHIN HYUNG WOO 横山謙次                                         | -                                 | 3月19日             |
| Episode 12 | 集中豪雨警報発令                                | ヤスカワショウゴ          | 吉田泰三          | 村田光 加藤敏幸   | 菊池有騎 小林亮 張益 南伸一郎 平良哲朗 齊藤佳子 眞壁智之 豊島英太                                                   | -                                 | 3月26日             |
| Episode 13 | 愛と復讐のキッス その①                          | 猪爪慎一                  | 加藤敏幸          | 加藤大志          | 小林亮 柴田和紀 小島えり 小林理                                                                                     | -                                 | 10月8日             |
| Episode 14 | 愛と復讐のキッス その②                          | 猪爪慎一                  | 吉田泰三          | 田辺慎吾          | 村谷貴志 牛島希 平良哲朗 三浦春樹 山崎菜奈                                                                          | -                                 | 10月15日            |
| Episode 15 | ウルトラセキュリティ懲罰房                      | ふでやすかずゆき          | 藤本ジ朗 黒沢守   | 菅原尚            | 石本峻一 徳田夢之介 大梶博之 宝谷幸稔（メカ）                                                                       | 石本峻一                          | 10月22日            |
| Episode 16 | 看守ウエストウッドの秘密                        | ふでやすかずゆき          | 中山勝一 加藤敏幸 | 中山勝一          | 津曲大介 山崎菜奈 牛島希 小林理 平良哲朗 三浦春樹 石川健太郎（エフェクト）                                          | -                                 | 10月29日            |
| Episode 17 | 燃えよ龍の夢                                    | ヤスカワショウゴ          | 久保山英一 黒沢守 | 久保山英一        | 村谷貴志 小林亮 柴田和紀 吉岡佳宏 小島えり                                                                          | -                                 | 11月5日             |
| Episode 18 | 燃えよフー・ファイターズ                        | ヤスカワショウゴ          | 吉田泰三          | 長井惟杜子        | 徳田夢之介 張益 平良哲朗 Elias 袴田裕二 金正男 彗敏 明光 鑫月 寿門堂                                                | 徳田夢之介                        | 11月12日            |
| Episode 19 | 「緑色」の誕生                                  | ヤスカワショウゴ          | 南川達馬          | 高橋雅和          | 森下勇輝 牛島希 吉岡佳宏 小島えり 村谷貴志 柴田和紀 小林理                                                          | -                                 | 11月19日            |
| Episode 20 | F・Fー目撃者                                    | ふでやすかずゆき          | 祝浩司            | 武市直子          | 津曲大介 菊池有騎 三浦春樹 山崎菜奈 豊島英太 野村雅史 宝谷幸稔（銃器）                                              | -                                 | 11月26日            |
| Episode 21 | AWAKEN -目醒め-                                 | ふでやすかずゆき          | 久保雄介          | のがみかずお      | 山崎菜奈 柴田和紀 森田莉奈 鄧佳湄 小島えり 三浦春樹 村谷貴志 牛島希                                                 | -                                 | 12月3日             |
| Episode 22 | 天国の時！ 新月の時！ 新神父！                  | ふでやすかずゆき          | 吉田泰三          | 濱崎徹            | 池田勇子 菊池有騎 豊島英太 村谷貴志 山崎菜奈 吉岡佳宏                                                               | 徳田夢之介                        | 12月10日            |
| Episode 23 | ジェイル・ハウス・ロック                        | 小林靖子                  | 黒沢守            | 粟井重紀          | Mahmoud Moftah 延原弘治 原田ゆうか 岡崎円郁 はっとりますみ Leandro Duarte                                           | -                                 | 12月17日            |
| Episode 24 | 脱獄へ・・・                                    | ヤスカワショウゴ          | 古川知宏          | 久保山英一        | 津曲大介 小島えり 真壁智之 野村雅史 平良哲朗 張益 小林理 菅原裕幸 宝谷幸稔（銃器）                                  | -                                 | 12月24日            |
| Episode 25 | 自由人の狂想曲 その①                            | ヤスカワショウゴ          | 祝浩司            | 蓮谷トヲル        | 山崎菜奈 柴田和紀 牛島希 野村雅史 村谷貴志 豊島英太 小島えり                                                        | -                                 | 2023年 1月7日       |
| Episode 26 | 自由人の狂想曲 その②                            | ヤスカワショウゴ          | 南川達馬          | ウエノ史博        | 桜井木ノ実 小島えり 村谷貴志 吉岡佳宏 南伸一郎 宝谷幸稔（銃器）                                                     | -                                 | 1月14日             |
| Episode 27 | スカイ・ハイ                                    | 猪爪慎一                  | ソエジマヤスフミ  | 村上勉            | 豊島英太 野村雅史 菊池有騎 柴田和紀 山崎菜奈 津曲大介 三浦春樹 徳田夢之介 新妻大輔（バイク）                        | 徳田夢之介                        | 1月27日             |
| Episode 28 | 天国の時 新月まであと3日                        | ふでやすかずゆき          | 頂真司            | 中村哲治          | 小林理 眞壁智之 SHIN HYUNG WOO 牛島希 張益 新妻大輔（料理）                                                         | -                                 | 1月28日             |
| Episode 29 | アンダー・ワールド                              | ふでやすかずゆき          | 黒澤守            | 京極竜矢          | 山崎菜奈 柴田和紀 豊島英太 村谷貴志 小林理 菅原裕幸 野村雅史 石川健太郎（エフェクト）                               | -                                 | 2月4日              |
| Episode 30 | ヘビー・ウェザー その①                          | 猪爪慎一                  | 藤本ジ朗          | 實歳準也          | 小林理 岡崎耕太郎 SHIN HYUNG WOO 桜井木ノ実 吉岡佳宏                                                                | -                                 | 2月11日             |
| Episode 31 | ヘビー・ウェザー その②                          | 猪爪慎一                  | 久保雄介          | 久保雄介          | 眞壁智之 豊島英太 菅原裕幸 柴田和紀 村谷貴志 鄧佳湄 野村雅史 宝谷幸稔（銃器）                                       | -                                 | 2月18日             |
| Episode 32 | ヘビー・ウェザー その③                          | 小林靖子                  | 頂真司            | 長田伸二          | 小島えり 平良哲朗 三浦春樹 張益 菊池有騎 牛島希 石川健太郎（エフェクト）                                            | 徳田夢之介                        | 2月25日             |
| Episode 33 | 新月の重力                                      | ふでやすかずゆき          | 祝浩司            | 中村哲治          | 小島えり 桜井木ノ実 平良哲朗 菊池有騎 山崎菜奈 眞壁智之 三浦春樹 張益 鄧佳湄                                        | 徳田夢之介                        | 3月4日              |
| Episode 34 | C-MOON その①                                    | ヤスカワショウゴ          | 吉田泰三          | 久保山英一        | Mahmoud Moftah 原田ゆうか Enlico Nobili 飯飼一幸 はっとりますみ 延原弘治 Demoulin Remi Unigon BROGLI GIOVANI        | 新妻大輔 村谷貴志 GRAND Guerrilla | 3月11日             |
| Episode 35 | C-MOON その②                                    | ヤスカワショウゴ          | 黒沢守            | 三宅将平          | 小林理 柴田和紀 SHUN HYUNG WOO 牛島希 菅原裕幸 村谷貴志 津曲大介 小島えり 宝谷幸稔（銃器） 石川健太郎（エフェクト） | -                                 | 3月18日             |
| Episode 36 | メイド・イン・ヘブン その①                      | ヤスカワショウゴ          | 中山勝一          | 中山勝一          | 平良哲朗 豊島英太 柴田和紀 SHIN HYUNG WOO 眞壁智之 三浦春樹 山崎菜奈                                                | -                                 | 3月25日             |
| Episode 37 | メイド・イン・ヘブン その②                      | 猪爪慎一                  | 頂真司 鈴木健一   | 蓮谷トヲル        | 牛島希 小林理 森悦史 桜井木ノ実 菅原裕幸 菊池有騎 吉岡佳広 野村雅史 方谷幸稔（銃器）                                | -                                 | 4月1日              |
| Episode 38 | ホワット・ア・ワンダフル・ワールド              | 小林靖子                  | 中山勝一 黒沢守   | 加藤敏幸 鈴木健一 | 張益 SHIN HYUNG WOO 三浦春樹 柴田和紀 鄧佳湄 津曲大介 山崎菜奈 石川健太郎 小島えり 宝谷幸稔                         | -                                 | 4月8日              |

## 放送局
| 放送期間                       | 放送時間                     | 放送局       | 対象地域   | 備考                         |
| ------------------------------ | ---------------------------- | ------------ | ---------- | ---------------------------- |
| 2012年10月6日 - 2013年4月6日   | 土曜 0:30 - 1:00（金曜深夜） | TOKYO MX     | 東京都     |                              |
| 2012年10月7日 - 2013年4月7日   | 日曜 1:58 - 2:28（土曜深夜） | 毎日放送     | 近畿広域圏 | 『アニメシャワー』第1部      |
| 2012年10月9日 - 2013年4月8日   | 火曜 2:25 - 2:55（月曜深夜） | RKB毎日放送  | 福岡県     |                              |
| 2012年10月10日 - 2013年4月10日 | 水曜 1:30 - 2:00（火曜深夜） | 東北放送     | 宮城県     | 作者の出身地                 |
| 2012年10月11日 - 2013年4月11日 | 木曜 2:30 - 3:00（水曜深夜） | 中部日本放送 | 中京広域圏 |                              |
| 2012年10月13日 - 2013年4月13日 | 土曜 0:00 - 0:30（金曜深夜） | BS11         | 日本全域   | BS放送 / 『ANIME+』枠        |
| 2013年1月29日 - 7月30日        | 火曜 19:30 - 20:00           | アニマックス | 日本全域   | BS/CS放送 / リピート放送あり |

| 配信開始日     | 配信時間                   | 配信サイト         | 備考      |
| -------------- | -------------------------- | ------------------ | --------- |
| 2012年10月11日 | 木曜 12:00 更新            | バンダイチャンネル | [ 注 20 ] |
|                |                            | ニコニコチャンネル | [ 注 21 ] |
|                |                            | ShowTime           | [ 注 22 ] |
|                | 木曜 23:00 - 23:30         | ニコニコ生放送     |           |
| 2012年10月20日 | 土曜 0:00（金曜深夜） 更新 | バンダイチャンネル | [ 注 23 ] |

1st Seasonはauひかりビデオ・チャンネルほかでも配信された。
| 放送期間                                | 放送時間                                                  | 放送局       | 対象地域   | 備考                            |
| --------------------------------------- | --------------------------------------------------------- | ------------ | ---------- | ------------------------------- |
| 2014年4月5日 - 9月13日                  | 土曜 0:30 - 1:00（金曜深夜）                              | TOKYO MX     | 東京都     |                                 |
| 2014年4月6日 - 9月13日                  | 日曜 3:28 - 3:58（土曜深夜）                              | 毎日放送     | 近畿広域圏 | 『アニメシャワー』第4部         |
| 2014年4月9日 - 9月16日                  | 水曜 1:48 - 2:18（火曜深夜）                              | 東北放送     | 宮城県     | 作者の出身地                    |
|                                         | 水曜 2:08 - 2:38（火曜深夜）                              | RKB毎日放送  | 福岡県     |                                 |
| 2014年4月10日 - 9月17日                 | 木曜 2:58 - 3:28（水曜深夜）                              | CBCテレビ    | 中京広域圏 |                                 |
| 2014年4月12日 - 9月20日                 | 土曜 0:30 - 1:00（金曜深夜）                              | BS11         | 日本全域   | BS放送 / 『ANIME+』枠           |
|                                         | 土曜 23:30 - 日曜 0:00                                    | アニマックス | 日本全域   | BS/CS放送 / リピート放送あり    |
| 2020年5月6日 - 6月30日 7月7日 - 7月21日 | 火曜 1:00 - 2:00（月曜深夜） 火曜 1:06 - 2:00（月曜深夜） | BS日テレ     | 日本全域   | BS放送 / 『アニメにむちゅ〜』枠 |

| 配信開始日    | 配信時間           | 配信サイト         | 備考      |
| ------------- | ------------------ | ------------------ | --------- |
| 2014年4月10日 | 木曜 12:00 更新    | バンダイチャンネル | [ 注 24 ] |
|               |                    | ニコニコチャンネル | 同上      |
|               | 木曜 23:00 - 23:30 | ニコニコ生放送     |           |

| 放送期間                                   | 放送時間                                                  | 放送局       | 対象地域   | 備考                                              |
| ------------------------------------------ | --------------------------------------------------------- | ------------ | ---------- | ------------------------------------------------- |
| 2015年1月10日 - 6月20日                    | 土曜 0:30 - 1:00（金曜深夜）                              | TOKYO MX     | 東京都     |                                                   |
| 2015年1月14日 - 6月24日                    | 水曜 1:48 - 2:18（火曜深夜）                              | 東北放送     | 宮城県     | 作者の出身地                                      |
|                                            | 水曜 2:13 - 2:43（火曜深夜）                              | RKB毎日放送  | 福岡県     | 1クール目まで2:08 - 2:38                          |
|                                            | 水曜 3:00 - 3:30（火曜深夜）                              | 毎日放送     | 近畿広域圏 | 『アニメ特区』第2部                               |
| 2015年1月15日 - 6月25日                    | 木曜 2:58 - 3:28（水曜深夜）                              | CBCテレビ    | 中京広域圏 |                                                   |
| 2015年1月17日 - 6月27日                    | 土曜 0:30 - 1:00（金曜深夜）                              | BS11         | 日本全域   | BS放送 / 『ANIME+』枠                             |
| 2015年1月17日 - 7月4日                     | 土曜 20:00 - 20:30                                        | アニマックス | 日本全域   | BS/CS放送 / 第40話より字幕放送 / リピート放送あり |
| 2020年7月28日 - 9月22日 10月6日 - 10月20日 | 火曜 1:06 - 2:00（月曜深夜） 火曜 0:30 - 1:30（月曜深夜） | BS日テレ     | 日本全域   | BS放送 / 『アニメにむちゅ〜』枠                   |

| 配信開始日    | 配信時間                                                                        | 配信サイト         | 備考      |
| ------------- | ------------------------------------------------------------------------------- | ------------------ | --------- |
| 2015年1月15日 | 木曜 12:00 更新                                                                 | バンダイチャンネル | [ 注 25 ] |
|               |                                                                                 | ニコニコチャンネル | 同上      |
|               | 木曜 23:00 - 23:30（第25話 - 第37話） 木曜 23:30 - 金曜 0:00（第38話 - 第48話） | ニコニコ生放送     |           |

| 放送期間                     | 放送時間                     | 放送局       | 対象地域   | 備考                                    |
| ---------------------------- | ---------------------------- | ------------ | ---------- | --------------------------------------- |
| 2016年4月2日 - 12月24日      | 土曜 0:30 - 1:00（金曜深夜） | TOKYO MX     | 東京都     |                                         |
| 2016年4月2日 - 12月25日      | 日曜 2:18 - 2:48（土曜深夜） | 東北放送     | 宮城県     | 作者の出身地、物語の舞台のモデル        |
|                              | 日曜 3:28 - 3:58（土曜深夜） | 毎日放送     | 近畿広域圏 | 『アニメシャワー』第4部                 |
| 2016年4月3日 - 12月26日      | 月曜 0:00 - 0:30（日曜深夜） | BS11         | 日本全域   | BS放送 / 『ANIME+』枠                   |
| 2016年4月8日 - 2017年1月13日 | 金曜 22:00 - 22:30           | アニマックス | 日本全域   | BS/CS放送 / 字幕放送 / リピート放送あり |

| 配信開始日   | 配信時間               | 配信サイト         | 備考      |
| ------------ | ---------------------- | ------------------ | --------- |
| 2016年4月4日 | 月曜 12:00 更新        | バンダイチャンネル | [ 注 27 ] |
|              |                        | ニコニコチャンネル | 同上      |
|              | 日曜 23:30 - 月曜 0:00 | ニコニコ生放送     |           |

| 放送期間                                   | 放送時間                     | 放送局       | 対象地域   | 備考                                    |
| ------------------------------------------ | ---------------------------- | ------------ | ---------- | --------------------------------------- |
| 2018年10月6日 - 2019年7月6日               | 土曜 1:05 - 1:35（金曜深夜） | TOKYO MX     | 東京都     |                                         |
|                                            | 土曜 1:30 - 2:00（金曜深夜） | BS11         | 日本全域   | BS放送 / 『ANIME+』枠                   |
|                                            | 土曜 2:55 - 3:25（金曜深夜） | 毎日放送     | 近畿広域圏 |                                         |
| 2018年11月4日 -                            | 日曜 19:00 - 19:30           | アニマックス | 日本全域   | BS/CS放送 / 字幕放送 / リピート放送あり |
| アニマックスを除く全局連動データ放送実施。 |                              |              |            |                                         |

| 放送期間        | 放送時間                     | 放送局   | 対象地域   | 備考   |
| --------------- | ---------------------------- | -------- | ---------- | ------ |
| 2019年7月28日   | 日曜 20:00 - 21:00           | TOKYO MX | 東京都     |        |
|                 |                              | BS11     | 日本全域   | BS放送 |
| 2019年7月29日   | 月曜 2:25 - 3:25（日曜深夜） | 毎日放送 | 近畿広域圏 |        |
| 2話連続で放送。 |                              |          |            |        |

| 配信開始日     | 配信時間         | 配信サイト                                   | 備考                                                  |
| -------------- | ---------------- | -------------------------------------------- | ----------------------------------------------------- |
| 2018年10月8日  | 月曜 0:00 - 0:30 | AbemaTV                                      | 第1話放送後のみ、Abemaアニメ2でアフタートークを配信。 |
| 2018年10月10日 | 水曜 12:00 更新  | dアニメストア Hulu U-NEXT Netflix アニメ放題 |                                                       |

| 放送期間               | 放送時間                     | 放送局       | 対象地域   | 備考                  |
| ---------------------- | ---------------------------- | ------------ | ---------- | --------------------- |
| 2022年1月8日 - 3月26日 | 土曜 0:30 - 1:00（金曜深夜） | TOKYO MX     | 東京都     |                       |
|                        |                              | BS11         | 日本全域   | BS放送 / 『ANIME+』枠 |
|                        | 土曜 2:55 - 3:25（金曜深夜） | 毎日放送     | 近畿広域圏 |                       |
| 2022年1月22日 - 4月9日 | 土曜 20:00 - 20:30           | アニマックス | 日本全域   | BS/CS放送             |

| 配信開始日    | 配信時間                     | 配信サイト | 備考                         |
| ------------- | ---------------------------- | ---------- | ---------------------------- |
| 2021年12月1日 | -                            | Netflix    | 全話一挙にテレビ放送先行配信 |
| 2022年1月8日  | 土曜 0:30 - 1:00（金曜深夜） | ABEMA      | リニア放送のみ               |

| 放送期間        | 放送時間                     | 放送局       | 対象地域   | 備考                  |
| --------------- | ---------------------------- | ------------ | ---------- | --------------------- |
| 2022年10月8日 - | 土曜 0:30 - 1:00（金曜深夜） | TOKYO MX     | 東京都     |                       |
|                 |                              | BS11         | 日本全域   | BS放送 / 『ANIME+』枠 |
|                 | 土曜 2:55 - 3:25（金曜深夜） | 毎日放送     | 近畿広域圏 |                       |
|                 | 土曜 21:30 - 22:00           | アニマックス | 日本全域   | BS/CS放送             |

| 配信開始日    | 配信時間                     | 配信サイト | 備考                         |
| ------------- | ---------------------------- | ---------- | ---------------------------- |
| 2022年9月1日  | -                            | Netflix    | 全話一挙にテレビ放送先行配信 |
| 2022年10月8日 | 土曜 0:30 - 1:00（金曜深夜） | ABEMA      | リニア放送のみ               |

| 放送期間        | 放送時間                     | 放送局       | 対象地域   | 備考                  |
| --------------- | ---------------------------- | ------------ | ---------- | --------------------- |
| 2023年1月7日 -  | 土曜 0:30 - 1:00（金曜深夜） | TOKYO MX     | 東京都     |                       |
|                 |                              | BS11         | 日本全域   | BS放送 / 『ANIME+』枠 |
|                 | 土曜 2:55 - 3:25（金曜深夜） | 毎日放送     | 近畿広域圏 |                       |
| 2023年1月14日 - | 土曜 21:30 - 22:00           | アニマックス | 日本全域   | BS/CS放送             |

| 配信開始日    | 配信時間                     | 配信サイト | 備考                         |
| ------------- | ---------------------------- | ---------- | ---------------------------- |
| 2022年12月1日 | -                            | Netflix    | 全話一挙にテレビ放送先行配信 |
| 2023年1月7日  | 土曜 0:30 - 1:00（金曜深夜） | ABEMA      | リニア放送のみ               |

## Webラジオ

### JOJOraDIO
2013年1月28日から9月21日までアニメ公式サイト内にて配信されたwebラジオ番組。毎週金曜日更新、全35回。パーソナリティは上田燿司（スピードワゴン 役）。アニメ関連のラジオとしては珍しくコーナーなどがなく、パーソナリティがゲストと共にアニメのジョジョの収録・制作秘話を語り合うというものになっている。
また、テレビアニメ2nd Seasonの放送開始直前である2014年4月3日には『JOJOraDIO 限定版 〜継承〜』が配信された。
ゲスト
- 第01回・第02回：興津和幸（ジョナサン・ジョースター 役）
- 第03回・第04回：川澄綾子（エリナ・ペンドルトン 役）
- 第05回・第06回：岩浪美和（音響監督）
- 第07回・第08回：稲田徹（タルカス 役）
- 第09回・第10回：大川透（ナレーション）
- 第11回・第12回：子安武人（ディオ・ブランドー 役）
- 第13回・第14回：杉田智和（ジョセフ・ジョースター 役）
- 第15回・第16回：林勇（スモーキー・ブラウン 役）
- 第17回・第18回：伊丸岡篤（シュトロハイム 役）
- 第19回・第20回：佐藤拓也（シーザー・アントニオ・ツェペリ 役）
- 第21回：ソエジマヤスフミ（ビジュアルディレクター）
- 第22回：塩屋翼（ウィル・A・ツェペリ 役）
- 第23回：小林靖子（シリーズ構成）
- 第24回：山田和弘（撮影監督）
- 第25回：井上和彦（カーズ 役）
- 第26回・第27回：興津和幸、川澄綾子、杉田智和、佐藤拓也
- 第28回：富永TOMMY弘明（第1部主題歌担当）、大森啓幸（アニメプロデューサー）
- 第29回：田中公平（第1部主題歌作曲）
- 第30回：田中敦子（リサリサ 役）
- 第31回：大森俊之（第2部主題歌作曲）
- 第32回：山内智（集英社・ジョジョリオン担当編集）、森亮介（集英社）
- 第33回：神風動画（水崎淳平、吉邉尚希）
- 第34回：鈴木健一（シリーズディレクター）
- 第35回：津田尚克（ディレクター）
- 限定版：小野大輔（空条承太郎 役）

ラジオCD
BD&DVD『ジョジョの奇妙な冒険 総集編』Vol.1 - 3（2014年3月26日発売）初回限定版に同梱。全35回を再編集。

### ジョジョの奇妙な冒険 スターダストクルセイダース オラオラジオ！
2014年7月4日から2015年12月18日まで音泉およびHiBiKi Radio Stationにて配信されたwebラジオ番組。隔週金曜日更新。パーソナリティは小野大輔（空条承太郎 役）。番組内でメールを読まれたリスナーのラジオネームは「スタンド名」として紹介される。第7回では、本放送を乗っ取る形で平川大輔（花京院典明 役）がパーソナリティを務める『ジョジョの奇妙な冒険 スターダストクルセイダース レロレロレイディオ』が配信された。また、ラジオCD Vol.2の先行発売の特典として、小野大輔と三宅健太（モハメド・アヴドゥル 役）が出演した録りおろしCD『ジョジョの奇妙な冒険 スターダストクルセイダース クロスファイヤーラジオ！』が限定封入された。
3rd Seasonの放送開始直前である2016年4月1日には第00回『ジョジョの奇妙な冒険　スターダストクルセイダース　オラオラジオ！〜継承〜 』が配信された。
コーナー
ご意見・ご感想
アニメ・ラジオの感想・意見を紹介する、いわゆるふつおたコーナー。
スタンドッ！ こう使う！
リスナーならではのスタンドの日常での使用法を紹介するコーナー。
あなたの奇妙な冒険
リスナーが体験した奇妙なエピソードを紹介するコーナー。
ジョジョを知ったきっかけ！意外！それは…ッ！
リスナーが作品を知るきっかけとなったエピソードを紹介するコーナー。

テーマソング
「ゴォ！ ウエストォォォッ！（GO WEST）」（第18回 - 第38回）
作詞 - くまのきよみ / 作曲 - 澤口和彦 / 編曲 - 鈴木daichi秀行 / 歌 - 富永TOMMY弘明

ゲスト
- 第02回・第17回・第31回：三宅健太
- 第04回・第26回：小松史法（ジャン＝ピエール・ポルナレフ 役）
- 第06回・第27回：石塚運昇（ジョセフ・ジョースター 役）
- 第07回：小野大輔
- 第08回：岩浪美和（音響監督）
- 第11回：大川透（ナレーション）
- 第12回：木内秀信（ホル・ホース 役）
- 第13回：岸尾だいすけ（スティーリー・ダン 役）
- 第14回・第23回：福圓美里（イギー 役）
- 第15回：津田尚克（ディレクター）
- 第19回：小野坂昌也（アレッシー 役）
- 第20回：菅野祐悟（音楽担当）、大森啓幸（アニメプロデューサー）
- 第22回：JO☆STARS〜TOMMY,Coda,JIN〜（第3部エジプト編主題歌担当）
- 第24回：田中公平（第3部エジプト編主題歌作曲）
- 第25回前半・第25回後半：平川大輔
- 第29回：神風動画（水崎淳平、吉邉尚希）
- 第32回：大森啓幸、ソエジマヤスフミ（演出、他）
- 第33回：大森啓幸
- 第34回：白川大樹（キャスティング協力）
- 第35回：鈴木れい子（エンヤ婆 役）
- 第36回：当ラジオ構成作家の長田宏と共に番組進行
- 第37回：子安武人（DIO 役）
- 第38回前半：石塚運昇、三宅健太、平川大輔、小松史法、福圓美里
- 第38回後半：石塚運昇、三宅健太、平川大輔、小松史法
- 第00回：小野友樹（東方仗助 役）

ラジオCD
| ラジオCD「ジョジョの奇妙な冒険 スターダストクルセイダース オラオラジオ！」 | ラジオCD「ジョジョの奇妙な冒険 スターダストクルセイダース オラオラジオ！」 | ラジオCD「ジョジョの奇妙な冒険 スターダストクルセイダース オラオラジオ！」 | ラジオCD「ジョジョの奇妙な冒険 スターダストクルセイダース オラオラジオ！」 | ラジオCD「ジョジョの奇妙な冒険 スターダストクルセイダース オラオラジオ！」 |
| Vol.                                                                       | 発売日                                                                     | 新規録り下ろし特別版ゲスト                                                 | 過去配信回                                                                 | 規格品番                                                                   |
| -------------------------------------------------------------------------- | -------------------------------------------------------------------------- | -------------------------------------------------------------------------- | -------------------------------------------------------------------------- | -------------------------------------------------------------------------- |
| 0                                                                          | 2014年09月24日                                                             | 平川大輔                                                                   |                                                                            | TBCR-0286                                                                  |
| 1                                                                          | 2014年11月26日                                                             | 上田燿司                                                                   | 第01回 - 第08回                                                            | TBZR-0325/0326                                                             |
| 2                                                                          | 2015年05月27日                                                             | 川澄綾子                                                                   | 第09回 - 第16回                                                            | TBZR-0439/0440                                                             |
| 3                                                                          | 2015年06月24日                                                             | 佐藤拓也                                                                   | 第17回 - 第24回                                                            | TBZR-0460/0461                                                             |
| 4                                                                          | 2015年11月25日                                                             | 大川透                                                                     | 第25回 - 第31回                                                            | TBZR-0547/0548                                                             |
| 5                                                                          | 2016年01月27日                                                             | 興津和幸                                                                   | 第32回 - 第38回                                                            | TBZR-0583/0584                                                             |

### ジョジョの奇妙な冒険 ダイヤモンドは砕けない 杜王町RADIO 4 GREAT
2016年4月15日から2017年2月10日まで音泉およびHiBiKi Radio Stationにて配信されたwebラジオ番組。隔週金曜日更新。アニメ本編に登場するラジオ番組「杜王町RADIO」内の1コーナーという設定で放送されており、配信冒頭の当コーナー案内と配信末尾の次コーナー案内は「杜王町RADIO」メインDJのカイ原田（声担当：バッキー木場）が担当している。
メインパーソナリティ
- 小野友樹（東方仗助 役）

回替わりパーソナリティ（※「パートナリティ」と呼ばれている）
- 梶裕貴（広瀬康一 役、第1回 - 第5回）
- 高木渉（虹村億泰 役、第6回 - 第11回、第18回）
- 櫻井孝宏（岸辺露伴 役、第12回 - 第17回）
- 石塚運昇（ジョセフ・ジョースター 役、第19回）
- 森川智之（吉良吉影 役、第20回）

ゲスト
- 第08回：小野大輔（空条承太郎 役）
- 第13回：batta（アニメOP担当）
- 第21回・第22回：梶裕貴、高木渉、櫻井孝宏、小野大輔

コーナー
ご意見・ご感想
アニメ・ラジオの感想・意見を紹介する、ふつおたコーナー。
杜王トレンド
アニメ・ラジオに関連したテーマに沿ったメールを募集・発表するコーナー。募集テーマは以下の通り。
- 仗助がいたら直して欲しいもの
- 貴方が欲しいジョジョグッズ
- ジョジョを知ったきっかけ！
- あなたの1999年

公開録音
｢ジョジョの奇妙な冒険 ダイヤモンドは砕けない meets TOWER RECORDS」スペシャルイベント 杜王町RADIO 4 GREAT 公開録音
- 開催日 - 2016年10月8日
- 会場 - タワーレコード渋谷店
- 出演 - 小野友樹、櫻井孝宏、タワーレコード渋谷店チーフ：月足
- 第14回にて音源配信。

ラジオCD
| ラジオCD「ジョジョの奇妙な冒険 ダイヤモンドは砕けない 杜王町RADIO 4 GREAT」 | ラジオCD「ジョジョの奇妙な冒険 ダイヤモンドは砕けない 杜王町RADIO 4 GREAT」 | ラジオCD「ジョジョの奇妙な冒険 ダイヤモンドは砕けない 杜王町RADIO 4 GREAT」 | ラジオCD「ジョジョの奇妙な冒険 ダイヤモンドは砕けない 杜王町RADIO 4 GREAT」 | ラジオCD「ジョジョの奇妙な冒険 ダイヤモンドは砕けない 杜王町RADIO 4 GREAT」 |
| Vol.                                                                        | 発売日                                                                      | 新規録り下ろし特別版ゲスト                                                  | 過去配信回                                                                  | 規格品番                                                                    |
| --------------------------------------------------------------------------- | --------------------------------------------------------------------------- | --------------------------------------------------------------------------- | --------------------------------------------------------------------------- | --------------------------------------------------------------------------- |
| 1                                                                           | 2016年09月28日                                                              | 杉田智和                                                                    | 第00回 - 第05回                                                             | TBZR-0703/4                                                                 |
| 2                                                                           | 2016年12月28日                                                              | 櫻井孝宏、梶裕貴                                                            | 第06回 - 第11回                                                             | TBZR-0764/5                                                                 |
| 3                                                                           | 2017年01月25日                                                              | 小野大輔                                                                    | 第12回 - 第17回                                                             | TBZR-0766/7                                                                 |
| 4                                                                           | 2017年03月29日                                                              | 谷山紀章（噴上裕也 役）                                                     | 第18回 - 第22回                                                             | TBZR-0817/8                                                                 |

### JOESTAR RADIO
2020年11月から2021年3月までYouTubeの「warnerbrosanime」チャンネル、および音泉にて配信される。
2021年4月4日に開催されるイベント「ジョジョの奇妙な冒険 The Animation Special Event 〜ジョースター 受け継がれる魂〜」を記念し、アニメの内容を振り返るといった内容。アニメ版にて主人公を演じた歴代キャストがパーソナリティを務め、1か月ごとに交代していく。
パーソナリティ
- 2020年11月：興津和幸（ジョナサン・ジョースター 役）、上田燿司（ロバート・E・O・スピードワゴン 役）
- 2020年12月：杉田智和（ジョセフ・ジョースター 役）、佐藤拓也（シーザー・A・ツェペリ 役）
- 2021年1月：小野大輔（空条承太郎 役）、三宅健太（モハメド・アヴドゥル 役）
- 2021年2月：小野友樹（東方仗助 役）、高木渉（虹村億泰 役）
- 2021年3月：小野賢章（ジョルノ・ジョバァーナ 役）、中村悠一（ブローノ・ブチャラティ 役）

コーナー
アバウト ジョジョ
ジョジョに関するテーマでトークをする。
ジョジョの奇妙な冒険ベストシーン
リスナーから募集した、各部の主人公以外のキャラクターのお気に入りのシーンについてトークをする。

### 「ジョジョの奇妙な冒険 ストーンオーシャン」オラオラジオS
2022年1月6日から2023年4月20日まで音泉で毎週木曜に配信。パーソナリティはファイルーズあい（空条徐倫 役）。

## 関連商品

### BD / DVD
1st Season〜4th SeasonまではBDとDVDの併売、5th SeasonはBDのみの専売。
| 巻   | 発売日        | 収録話          | 規格品番   | 規格品番   | 規格品番   | 規格品番   |
| 巻   | 発売日        | 収録話          | BD初回版   | BD通常版   | DVD初回版  | DVD通常版  |
| ---- | ------------- | --------------- | ---------- | ---------- | ---------- | ---------- |
| 1    | 2013年1月30日 | 第1話 - 第3話   | 1000361842 | 1000361843 | 1000361841 | 1000361844 |
| 2    | 2013年2月22日 | 第4話 - 第6話   | 1000361836 | 1000361837 | 1000361835 | 1000361838 |
| 3    | 2013年3月29日 | 第7話 - 第9話   | 1000361830 | 1000361831 | 1000361832 | 1000361833 |
| 4    | 2013年4月26日 | 第10話 - 第12話 | 1000361825 | 1000361826 | 1000361824 | 1000361827 |
| 5    | 2013年5月31日 | 第13話 - 第15話 | 1000361820 | 1000361821 | 1000361799 | 1000361822 |
| 6    | 2013年6月28日 | 第16話 - 第18話 | 1000361810 | 1000361811 | 1000361809 | 1000361829 |
| 7    | 2013年7月26日 | 第19話 - 第21話 | 1000361805 | 1000361806 | 1000361804 | 1000361807 |
| 8    | 2013年8月30日 | 第22話 - 第24話 | 1000361801 | 1000361802 | 1000361800 | 1000361803 |
| 9    | 2013年9月27日 | 第25話 - 第26話 | 1000361587 | 1000361588 | 1000361586 | 1000361589 |
| BOX1 | 2017年9月13日 | 第1話 - 第9話   | 1000644022 | -          | -          | -          |
| BOX2 | 2017年9月27日 | 第10話 - 第26話 | 1000644023 | -          | -          | -          |

| 巻 | 発売日        | 収録話             | 規格品番   | 規格品番   |
| 巻 | 発売日        | 収録話             | BD         | DVD        |
| -- | ------------- | ------------------ | ---------- | ---------- |
| 1  | 2014年3月26日 | ファントムブラッド | 1000471896 | 1000478594 |
| 2  | 2014年3月26日 | 戦闘潮流 前編      | 1000471895 | 1000477755 |
| 3  | 2014年3月26日 | 戦闘潮流 後編      | 1000471894 | 1000478593 |

| 1   | 2014年7月30日  | 第1話 - 第4話   | 1000501439 | 1000502210 |   |   |
| 2   | 2014年8月27日  | 第5話 - 第8話   | 1000501855 | 1000502211 |   |   |
| 3   | 2014年9月24日  | 第9話 - 第12話  | 1000501856 | 1000502212 |   |   |
| 4   | 2014年10月22日 | 第13話 - 第16話 | 1000501857 | 1000502213 |   |   |
| 5   | 2014年11月26日 | 第17話 - 第20話 | 1000501858 | 1000502214 |   |   |
| 6   | 2014年12月19日 | 第21話 - 第24話 | 1000501859 | 1000502215 |   |   |
| BOX | 2017年10月25日 | 第1話 - 第24話  | 1000644024 | -          | - | - |

| 巻  | 発売日         | 収録話          | 規格品番   | 規格品番   |
| 巻  | 発売日         | 収録話          | BD         | DVD        |
| --- | -------------- | --------------- | ---------- | ---------- |
| 1   | 2015年4月22日  | 第25話 - 第28話 | 1000503841 | 1000505064 |
| 2   | 2015年5月27日  | 第29話 - 第32話 | 1000505061 | 1000505065 |
| 3   | 2015年6月24日  | 第33話 - 第36話 | 1000504458 | 1000505066 |
| 4   | 2015年7月29日  | 第37話 - 第40話 | 1000504459 | 1000504510 |
| 5   | 2015年8月26日  | 第41話 - 第44話 | 1000505062 | 1000505067 |
| 6   | 2015年9月30日  | 第45話 - 第48話 | 1000505063 | 1000505068 |
| BOX | 2017年11月29日 | 第25話 - 第48話 | 1000644025 | -          |

| 巻   | 発売日         | 収録話          | 規格品番   | 規格品番   |
| 巻   | 発売日         | 収録話          | BD         | DVD        |
| ---- | -------------- | --------------- | ---------- | ---------- |
| 1    | 2016年6月22日  | 第1話 - 第3話   | 1000603710 | 1000603853 |
| 2    | 2016年7月27日  | 第4話 - 第6話   | 1000603711 | 1000603854 |
| 3    | 2016年8月24日  | 第7話 - 第9話   | 1000603712 | 1000603855 |
| 4    | 2016年9月28日  | 第10話 - 第12話 | 1000603713 | 1000603856 |
| 5    | 2016年10月26日 | 第13話 - 第15話 | 1000603714 | 1000603857 |
| 6    | 2016年11月23日 | 第16話 - 第18話 | 1000603715 | 1000603858 |
| 7    | 2016年12月21日 | 第19話 - 第21話 | 1000603716 | 1000603859 |
| 8    | 2017年1月25日  | 第22話 - 第24話 | 1000603717 | 1000603860 |
| 9    | 2017年2月22日  | 第25話 - 第27話 | 1000603718 | 1000603861 |
| 10   | 2017年3月29日  | 第28話 - 第30話 | 1000603719 | 1000603862 |
| 11   | 2017年4月26日  | 第31話 - 第33話 | 1000603720 | 1000603863 |
| 12   | 2017年5月24日  | 第34話 - 第36話 | 1000603721 | 1000603864 |
| 13   | 2017年6月28日  | 第37話 - 第39話 | 1000603722 | 1000603865 |
| BOX1 | 2020年4月29日  | 第1話 - 第20話  | 1000758378 | -          |
| BOX2 | 2020年4月29日  | 第21話 - 第39話 | 1000758379 | -          |

| 巻   | 発売日         | 収録話          | 規格品番   | 規格品番   |
| 巻   | 発売日         | 収録話          | BD         | DVD        |
| ---- | -------------- | --------------- | ---------- | ---------- |
| 1    | 2018年12月19日 | 第1話 - 第4話   | 1000737000 | 1000737010 |
| 2    | 2019年2月13日  | 第5話 - 第8話   | 1000737001 | 1000737011 |
| 3    | 2019年3月13日  | 第9話 - 第12話  | 1000737002 | 1000737012 |
| 4    | 2019年4月10日  | 第13話 - 第16話 | 1000737003 | 1000737013 |
| 5    | 2019年5月15日  | 第17話 - 第20話 | 1000737004 | 1000737014 |
| 6    | 2019年7月10日  | 第21話 - 第24話 | 1000737005 | 1000737015 |
| 7    | 2019年8月14日  | 第25話 - 第28話 | 1000737006 | 1000737016 |
| 8    | 2019年9月11日  | 第29話 - 第32話 | 1000737007 | 1000737017 |
| 9    | 2019年10月9日  | 第33話 - 第36話 | 1000737008 | 1000737018 |
| 10   | 2019年11月13日 | 第37話 - 第39話 | 1000737009 | 1000737019 |
| BOX1 | 2022年8月31日  | 第1話 - 第19話  | 1000817650 | -          |
| BOX2 | 2022年8月31日  | 第20話 - 第39話 | 1000817651 | -          |

| 巻   | 発売日         | 収録話          | 規格品番   |
| 巻   | 発売日         | 収録話          | BD         |
| ---- | -------------- | --------------- | ---------- |
| BOX1 | 2022年11月30日 | 第1話 - 第12話  | 1000815044 |
| BOX2 | 2023年2月24日  | 第13話 - 第24話 | 1000815107 |
| BOX3 | 2023年5月31日  | 第25話 - 第38話 | 1000815045 |

### サウンドトラック
| 発売日         | タイトル                                                                            | 規格品番   |
| -------------- | ----------------------------------------------------------------------------------- | ---------- |
| 2013年2月22日  | ジョジョの奇妙な冒険 O.S.T Phantom Blood [Future]                                   | 1000377817 |
| 2013年3月29日  | ジョジョの奇妙な冒険 O.S.T Battle Tendency [Musik]                                  | 1000377818 |
| 2014年7月30日  | ジョジョの奇妙な冒険 スターダストクルセイダース O.S.T [Departure]                   | 1000506775 |
| 2015年5月27日  | ジョジョの奇妙な冒険 スターダストクルセイダース O.S.T [Destination]                 | 1000506776 |
| 2016年7月27日  | ジョジョの奇妙な冒険 ダイヤモンドは砕けない O.S.T Vol.1 〜Good Morning Morioh Cho〜 | 1000614113 |
| 2016年12月21日 | ジョジョの奇妙な冒険 ダイヤモンドは砕けない O.S.T Vol.2 〜Good Night Morioh Cho〜   | 1000634125 |
| 2018年12月19日 | ジョジョの奇妙な冒険 黄金の風 O.S.T Vol.1 Overture                                  | 1000737681 |
| 2019年3月27日  | ジョジョの奇妙な冒険 黄金の風 O.S.T Vol.2 Intermezzo                                | 1000737682 |
| 2019年8月14日  | ジョジョの奇妙な冒険 黄金の風 O.S.T Vol.3 Finale                                    | 1000737683 |
| 2023年6月28日  | ジョジョの奇妙な冒険 ストーンオーシャン O.S.T                                       | 1000828596 |

## 体験型ゲームイベント
SCRAP主催の体験型ゲームイベントであるリアル脱出ゲームとのコラボレーションである。
ジョジョの奇妙な遊園地からの脱出
テレビアニメ第3期をベースとして、2017年7月 - 9月に東京ドームシティアトラクションズ、ひらかたパーク、熊本グリーンランドで開催された。
吉良吉影の犯行現場を目撃したスタンド使いとなり、様々な謎を駆使して各々のペースで覚醒した吉良を倒す（脱出する）ことを目的とする。

ジョジョの奇妙な館からの脱出
テレビアニメ第2期をベースとして、2017年11月から東京原宿にある常設スタジオ「原宿ヒミツキチオブスクラップ」と名古屋矢場町にある常設スタジオ「名古屋ヒミツキチオブスクラップ」と大阪心斎橋にある常設スタジオ「大阪ヒミツキチオブスクラップ」にて約2か月弱、札幌すすきのにある常設店舗「アジトオブスクラップ札幌すすきの」、福岡天神にある常設店舗「アジトオブスクラップ福岡天神」にて、東京歌舞伎町にある常設アミューズメントスポット「東京ミステリーサーカス」にて約1か月のロングランで開催され、5都市（札幌・東京・名古屋・大阪・福岡）での開催期間中に全国19都市を巡回し、2018年5月にアメリカサンフランシスコと同年7月にロサンゼルスにて開催された。東京追加公演では通常公演とは異なるリピーター向け公演も設定したり、第2期の登場人物たちをイメージしたグルメも販売した。後述の『ジョジョの奇妙な悪夢からの脱出』の開催を記念し、2023年12月から翌年1月まで京都・宮城・愛知のリアル脱出ゲーム店舗で順次、リバイバル開催された。
エジプトへ向かう承太郎一行になり、様々な謎を駆使して1時間以内にDIOの手下に乗っ取られて迷宮化されたホテルを攻略し、スタンドを使ってDIOの手下を倒す（脱出する）ことを目的とする。

ジョジョの奇妙な美術館からの脱出
テレビアニメ第4期をベースとして、2020年1月から東京歌舞伎町にある常設アミューズメントスポット「東京ミステリーサーカス」と名古屋矢場町にある常設スタジオ「名古屋ヒミツキチオブスクラップ」にて約3か月、大阪心斎橋にある常設スタジオ「大阪ヒミツキチオブスクラップ」と札幌すすきのにある常設店舗「アジトオブスクラップ札幌すすきの」と福岡天神にある常設店舗「アジトオブスクラップ福岡天神」にて約2か月、横浜駅前にある常設スタジオ「横浜ヒミツキチオブスクラップ」にて約1か月のロングランで開催され、6都市（札幌・東京・横浜・名古屋・大阪・福岡）での開催期間中に全国24都市を巡回する予定だったが、Covid-19の感染拡大に伴う緊急事態宣言及び外出自粛要請に伴い、大半の都市で開催中止になった。前売券は通常版のほか、ココ・ジャンボの甲羅を模した謎箱付きの限定版を選択できるようになっていた。後述の『ジョジョの奇妙な悪夢からの脱出』の開催を記念し、2023年12月から翌年3月まで神奈川・宮城・京都・愛知のリアル脱出ゲーム店舗で順次、リバイバル開催された。
ジョルノとパッショーネの一員となり、様々な謎を駆使して1時間以内にショーケースに飾られていたスタンドを救出し、ジョルノとパッショーネの一員にかかった死の宣告を解除（脱出）することを目的とする。

ジョジョの奇妙な悪夢からの脱出
テレビアニメ第5期をベースとして、2023年10月から2024年5月にかけて東京（吉祥寺・新宿）・名古屋・大阪・岡山・広島・仙台・福岡・神奈川・北海道・石川のイベント会場にて順次、開催された。
刑務所内にいるスタンド使いたちと日夜戦う徐倫たちと、敵のスタンド使いの攻撃である夢の世界からの脱出を目的とする。

### イベントスタッフ
- 原作 - 荒木飛呂彦
- 企画・制作・全国ツアー主催 - SCRAP
- 製作総指揮 - 加藤隆生
- 遊園地ツアー主催 - 東京ドームシティアトラクションズ、ひらかたパーク、熊本グリーンランド
- アニメーション制作 - david production
- 全国ツアー制作協力 - BadNews、チケットぴあ九州

## アニメーターへの不払い問題
本作品に作画監督として参加していたアニメーターが1年半ノーギャラだったという旨の投稿をSNS上に行なったことや、それに対応するという連絡をアニメーターが受けたことが、2019年10月2日に報じられた。長野大学企業情報学部助教の松永伸太朗によれば、「管理部門の仕事量が多く、支払いを忘れてしまっていた可能性もある」という。